# Castello di Candé
Il castello di Candé si trova nella località francese di Monts, nel dipartimento dell'Indre e Loira. Insieme ad altre strutture analoghe, è annoverato tra i Castelli della Loira. Il castello è noto in particolare per essere stato il luogo dove venne celebrato il matrimonio tra Edoardo, duca di Windsor (già Edoardo VIII del Regno Unito) e l'americana Wallis Simpson nel 1937.

## Toponimo e localizzazione

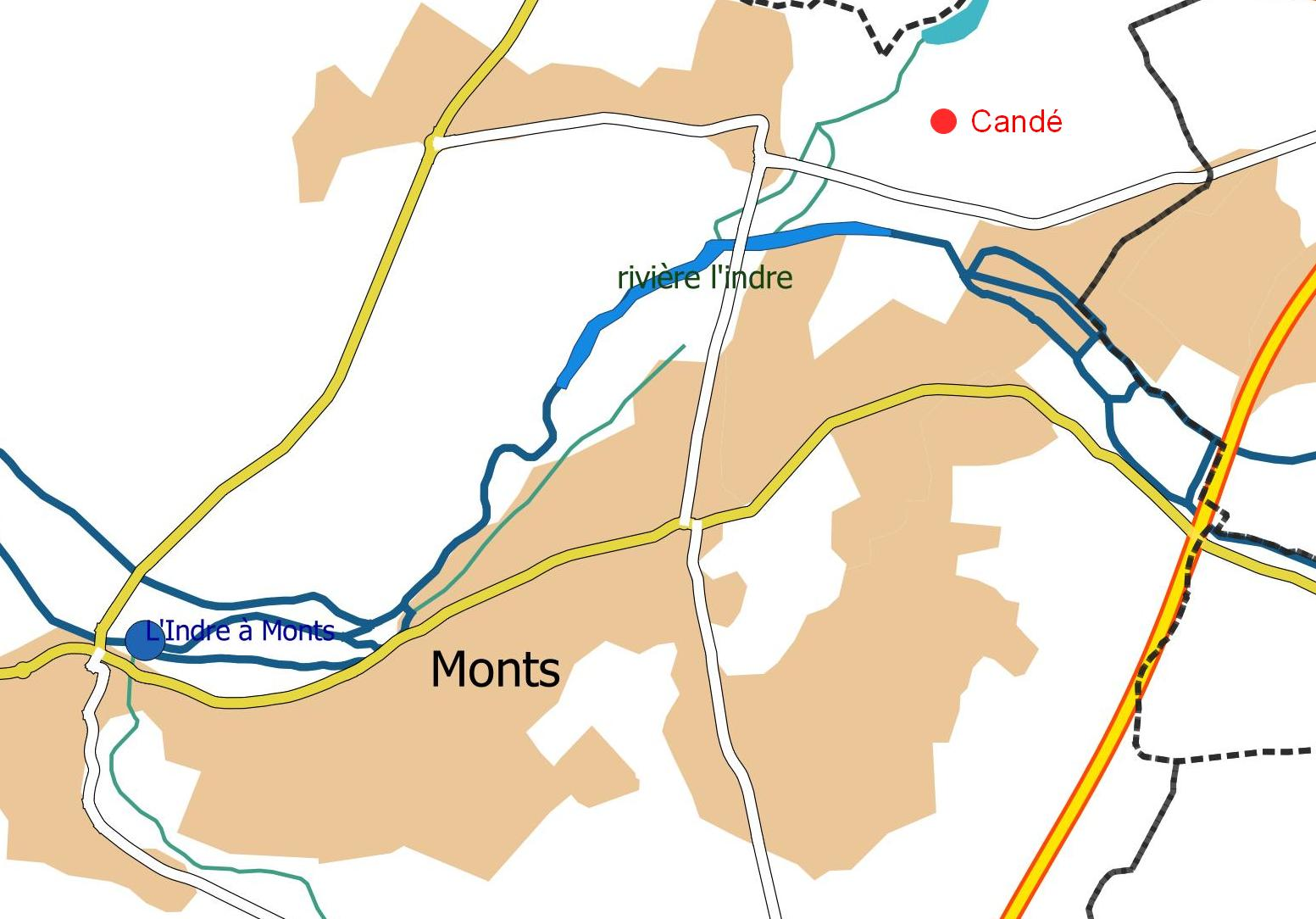
Il feudo di Candé con la città di Monts ed il castello a nord.

Il nome del feudo, menzionato come Condatum in un documento del 915 firmato da Teotolone, abate di Saint-Julien de Tours, è la forma latinizzata di Condate, parola celtica indicante la confluenza di due corsi d'acqua. Il toponimo si evolvette successivamente in Candiacus nel 938, e poi in Candeium come menzionato in un documento del priorato di Saint-Jean-du-Grais nel 1239..
Il castello venne effettivamente eretto su uno sperone di roccia situato alla confluenza di due fiumi, il Saint-Laurent a nord e l'Indre a sud, sulla riva destra di quest'ultimo. In età medievale, questo sperone di roccia era ricoperto interamente da boschi ed era alto 79 metri, dominando quindi la valle del Bois de Saint-Laurent a nord (alt. 52 m) e la valle dell'Indre a sud (alt. 49 m). Il feudo si estendeva su un totale di 260 ettari di terreno e comprendeva il comune di Monts, oltre a parte degli attuali territori comunali di Joué-lès-Tours e di Veigné.

## Storia

### Dalle origini all'Ottocento
Rinascimentale
     1854-1855 (Drake del Castillo)
     1864-1867 (Drake del Castillo)
     1927-1930 (Bedaux)

Pianta semplificata del castello con le diverse epoche di costruzione:
Rinascimentale
1854-1855 (Drake del Castillo)
1864-1867 (Drake del Castillo)
1927-1930 (Bedaux)

Prima della costruzione del castello, sul medesimo sito insisteva una casaforte probabilmente già dal X secolo, struttura che venne successivamente rimpiazzata da un castello a motta circondato da pali di legno e dipendeva dalla viguerie di Pont-de-Ruan. Il cartolario dell'archivio di Tours fa menzione del posto come "il maniero di Candé" alla fine del XIII secolo.
Il primo dei signori di Candé noti alla storia fu Macé de Larçay, menzionato nel 1313, quando la struttura dipendeva ancora dall'abbazia di Saint-Paul de Cormery. François Briçonnet, sindaco di Tours e tesoriere di stato, acquistò il feudo nel 1499 e vi fece costruire dall'architetto Denier du Roy un maniero rinascimentale in stile Luigi XII al posto dell'antica fortezza presente in quanto questo aveva ormai perso ogni valore come struttura difensiva. Questi ad ogni modo morì prima che la costruzione fosse terminata ed il progetto venne continuato da sua figlia, Jeanne, a partire dal 1508.
Nel 1556 il castello passò a Guillaume Bertrand de Vilmort, guardiano del sigillo reale, il quale nel 1564 lo vendette a Victor II Bordeau la cui famiglia ne fu proprietaria sino al 1715. Nel 1700 Jean Brodeau, Gran maestro di Francia, tentò di erigere il castello in parrocchia, ma senza riuscirvi per l'opposizione degli abitanti di Monts. Secondo il contratto di vendita datato 28 giugno 1715 e sottoscritto da Jeanne Louise de Guénand, moglie dell'ultimo Brodeau, e Pierre Anguille de la Niverdière, commissario provinciale per la guerra del Rossiglione, le terre erano composte da un "maniero", con mura, fossato, ponte levatoio, stalle, giardino, frutteto, vigneto, bosco e una tenuta di caccia con lepri e diverse altre specie di animali. Il genero dell'ultimo De La Nivedrière, Jacques Fay-Péraud de La Chèze, commissario provinciale per la guerra nel Touraine, venne espropriato del castello nel 1791 e la proprietà passò a Pierre Jean Pouget de Monsoudun. Il nipote di questi vendette terreni e struttura a Marie-René de Chastenet de Puységur.

### Le trasformazioni della famiglia Drake del Castillo

Stemma della famiglia Drake del Castillo.

Il 24 giugno 1853, Santiago Drake del Castillo, erede di un ricco proprietario di piantagioni anglo-cubano recentemente stabilitosi in Francia, acquistò il castello da Jacques Le Caron de Fleury, luogotenente al servizio del re di Sardegna in Francia. Con l'aiuto dell'architetto Jacques-Aimé Meffre, in quell'epoca venne aggiunta l'ala nord del castello, di stile neogotico; questo triplicò le dimensioni del castello.
Nel 1857 l'artista italiano Giuseppe Devers, decorò il frontone principale d'accesso al castello con la scena rappresentante san Martino che dona il proprio mantello ad un povero. Venne costruita inoltre una cappella privata dedicata a santa Chiara in omaggio a Charlotte Claire Spitz, seconda moglie di Santiago, ad ovest del parco. A fianco di questa venne costruito anche un edificio per accogliervi una scuola per sessanta alunne dell'area.

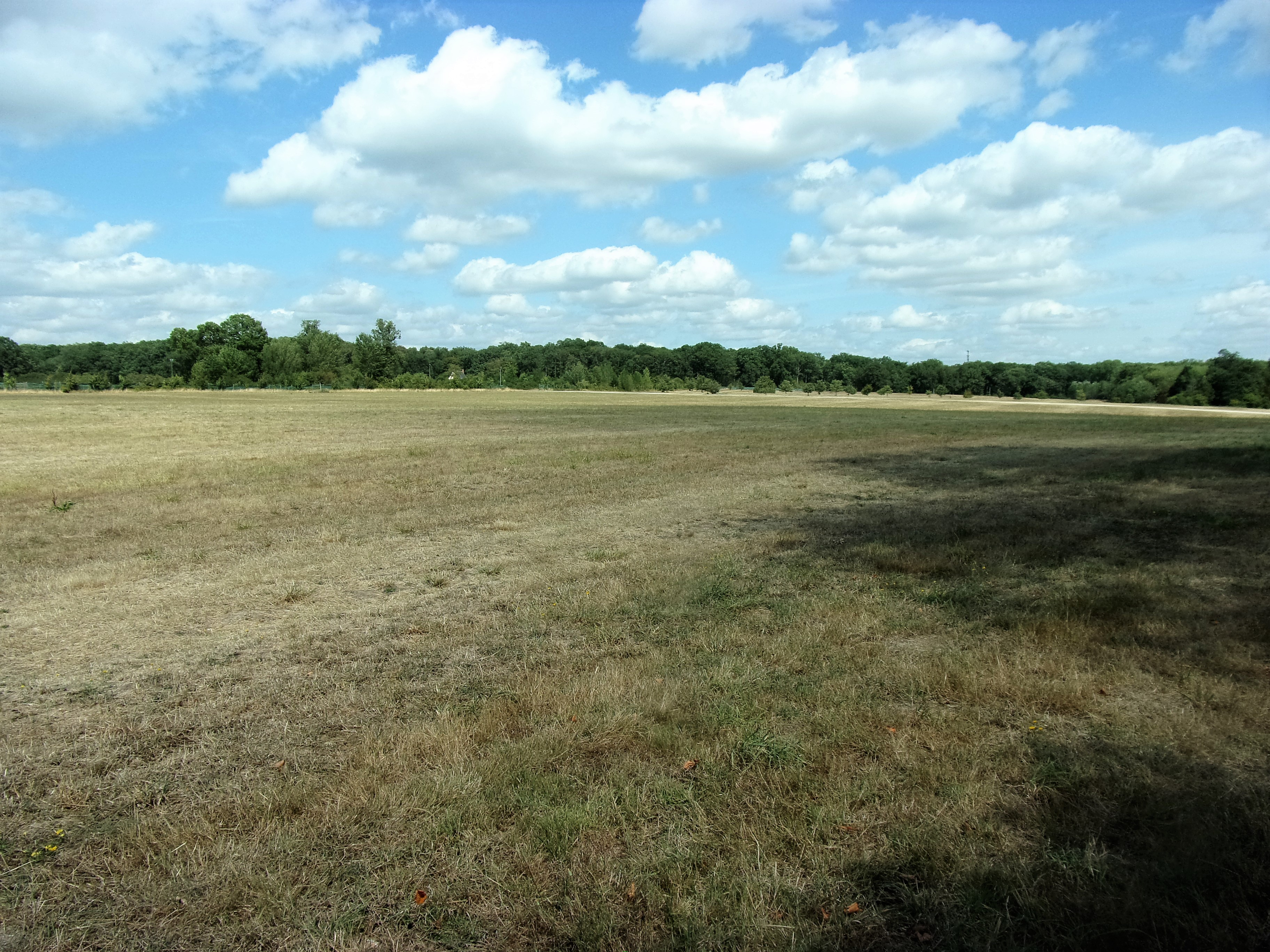
Il sito dell'antico vigneto del castello.

A partire dagli anni '60, Drake del Castillo iniziò il rifacimento del parco servendosi dei fratelli Denis ed Eugène Bühler. Seguendo l'indole di suo padre nello sfruttamento della terra agricola, l'ambizione di Santiago fu da subito quella di fare del castello un'isola completamente autonoma in quanto a produzione di prodotti che potevano poi essere consumati dalla sua famiglia e dai dipendenti della tenuta. Per questo scopo, già dopo qualche anno dall'acquisto del castello, Drake si dedicò alla progettazione ed alla realizzazione di opere di irrigazione, drenaggio e concimazione dei terreni. Nel progetto di Santiago il ruolo del vigneto doveva apparire centrale, parte del quale era posto sull'altopiano a nord-est del castello. Acquistò e in parte fece ricostruire il mulino Beaumer, posto all'ingresso della tenuta e fece realizzare anche una fornace al confine nord-orientale della tenuta, la quale fornì i materiali necessari per gli ampliamenti del castello e per la costruzione delle dépendance. Drake tentò con successo nuove tecniche di viticoltura, portando avanti nella sua azienda la lotta alla fillossera che infestò la maggior parte dei vigneti europei dagli anni '80 dell'Ottocento (ad esempio con l'uso di portinnesti resistenti o tolleranti al parassita) ed alla peronospora comparsa a partire dal 1885 (con l'uso della poltiglia bordolese).
Tra il febbraio ed il marzo del 1871, nell'ambito della guerra franco-prussiana, diverse camere del castello vennero occupate da ufficiali prussiani che requisirono le scuderie locali per alloggiarvi i cavalli del proprio reggimento. Il 25 ottobre di quello stesso anno, ad ogni modo, Drake del Castillo morì al castello.
Il figlio di Santiago, Jacques Drake del Castillo, non apportò particolari modifiche alla struttura, limitandosi a terminare i lavori già in corso e a rimpiazzare i locali di servizio con nuove dépendance; si dedicò invece allo sfruttamento agricolo delle terre della sua tenuta, ed in particolare alla viticoltura secondo tecniche moderne. Amante dell'arte, ospitò al castello diverse tele di sua proprietà dei pittori Claude Monet ed Edgar Degas.
Alla morte di Jacques Drake, avvenuta nel 1918, suo figlio Jean prese le redini dei lavori al castello. Questi ad ogni modo prese residenza stabilmente a Cannes per frequentare la miglior società legata all'arte ed agli eventi mondani e divenne particolarmente amico di Gary Cooper e di Raimu, tralasciando il castello.

Il castello di Candé dopo le trasformazioni di Santiago Drake del Castillo.
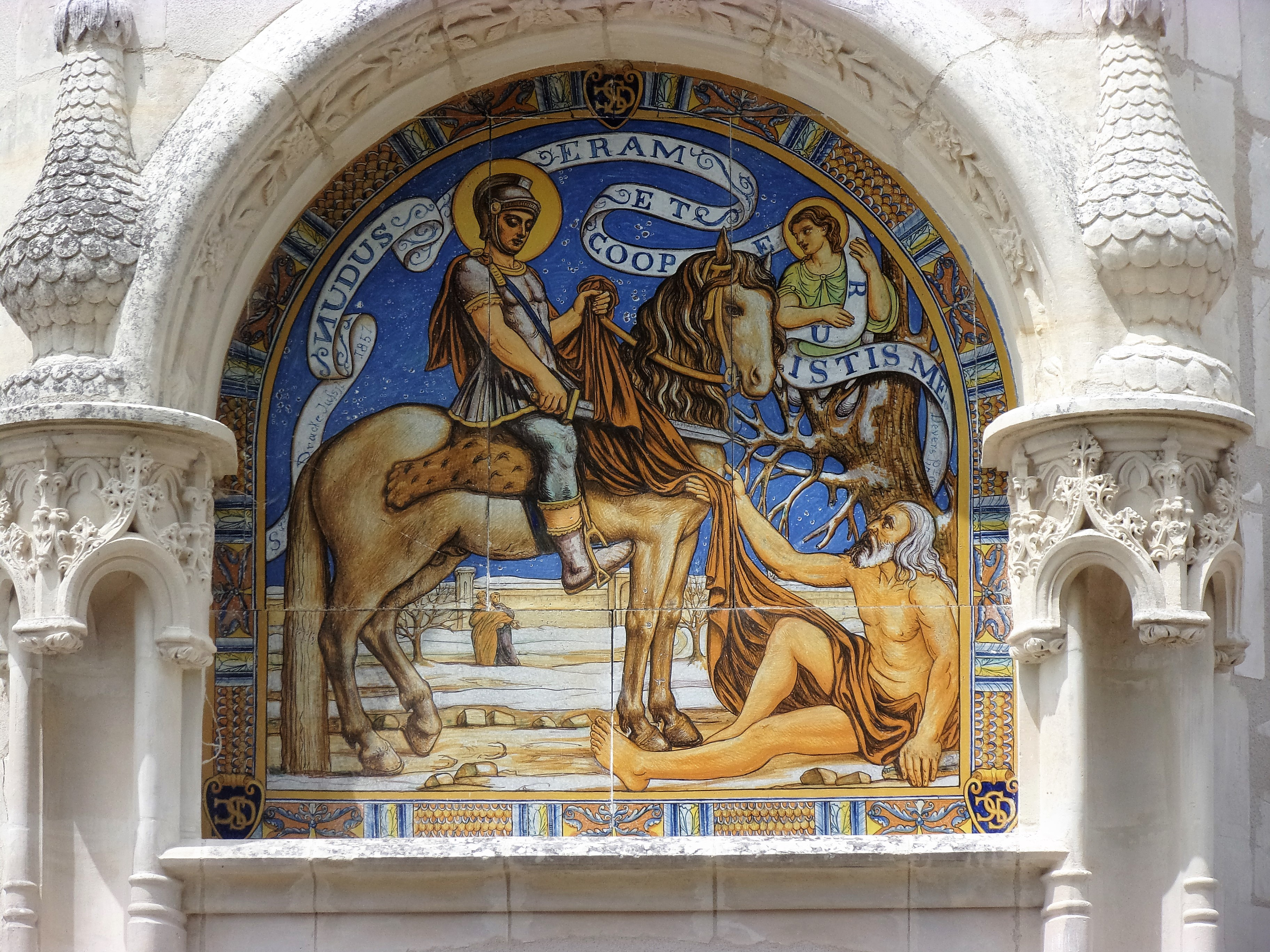
Entrata del castello: san Martino divide il proprio mantello.
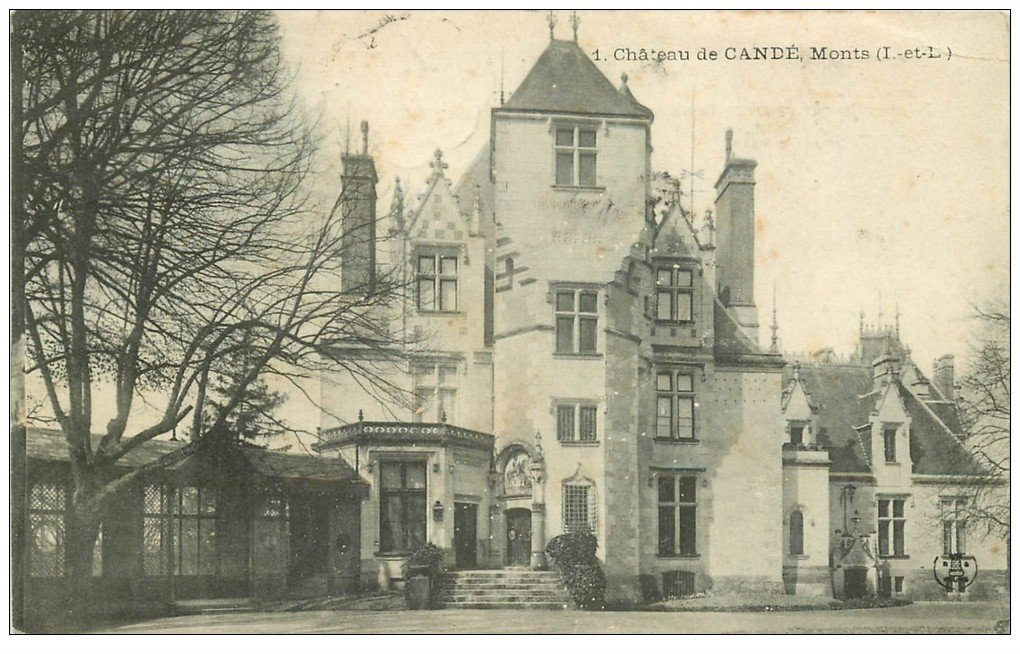
Facciata orientale nel 1908.
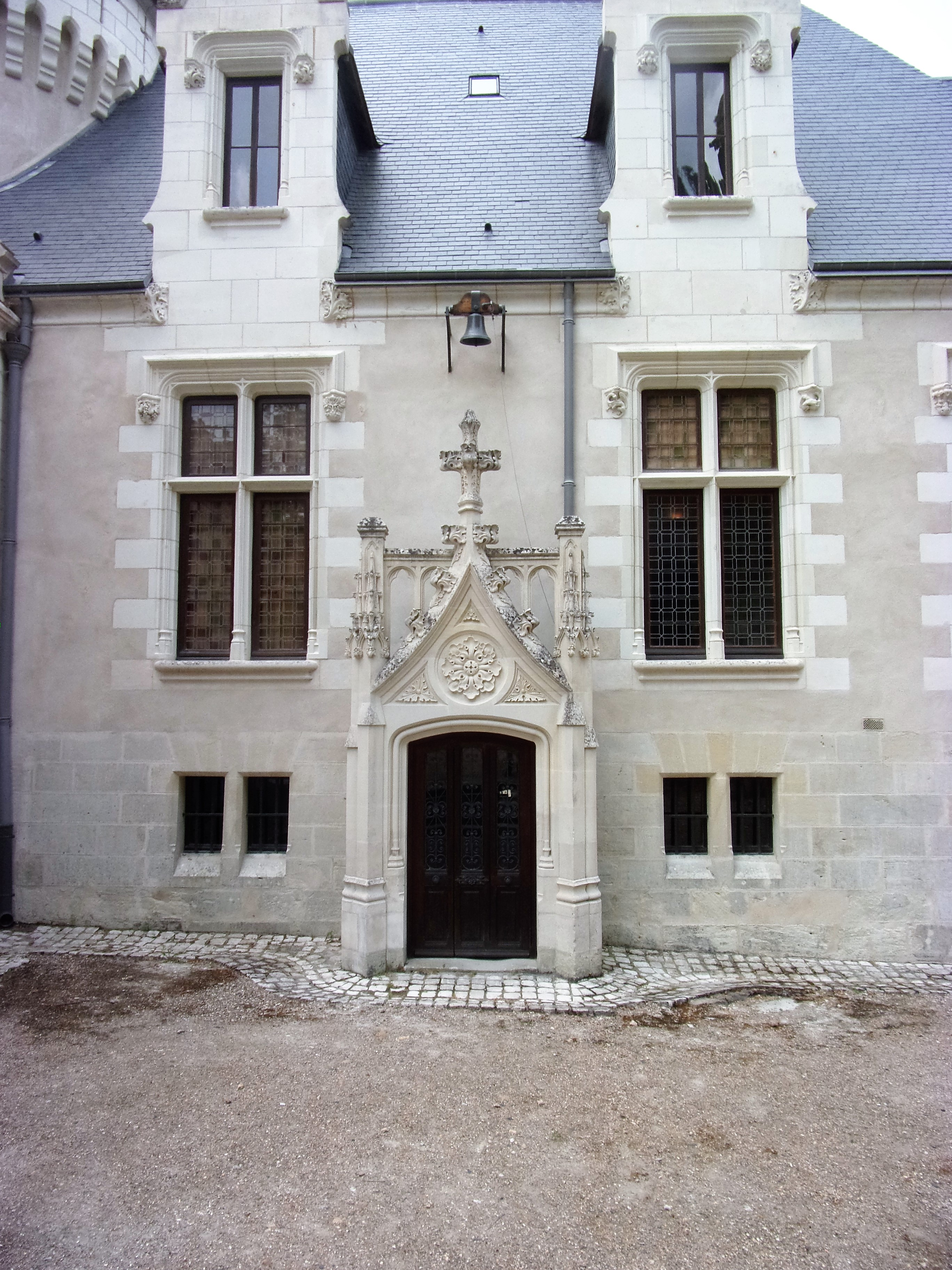
Facciata orientale (portale neogotico).
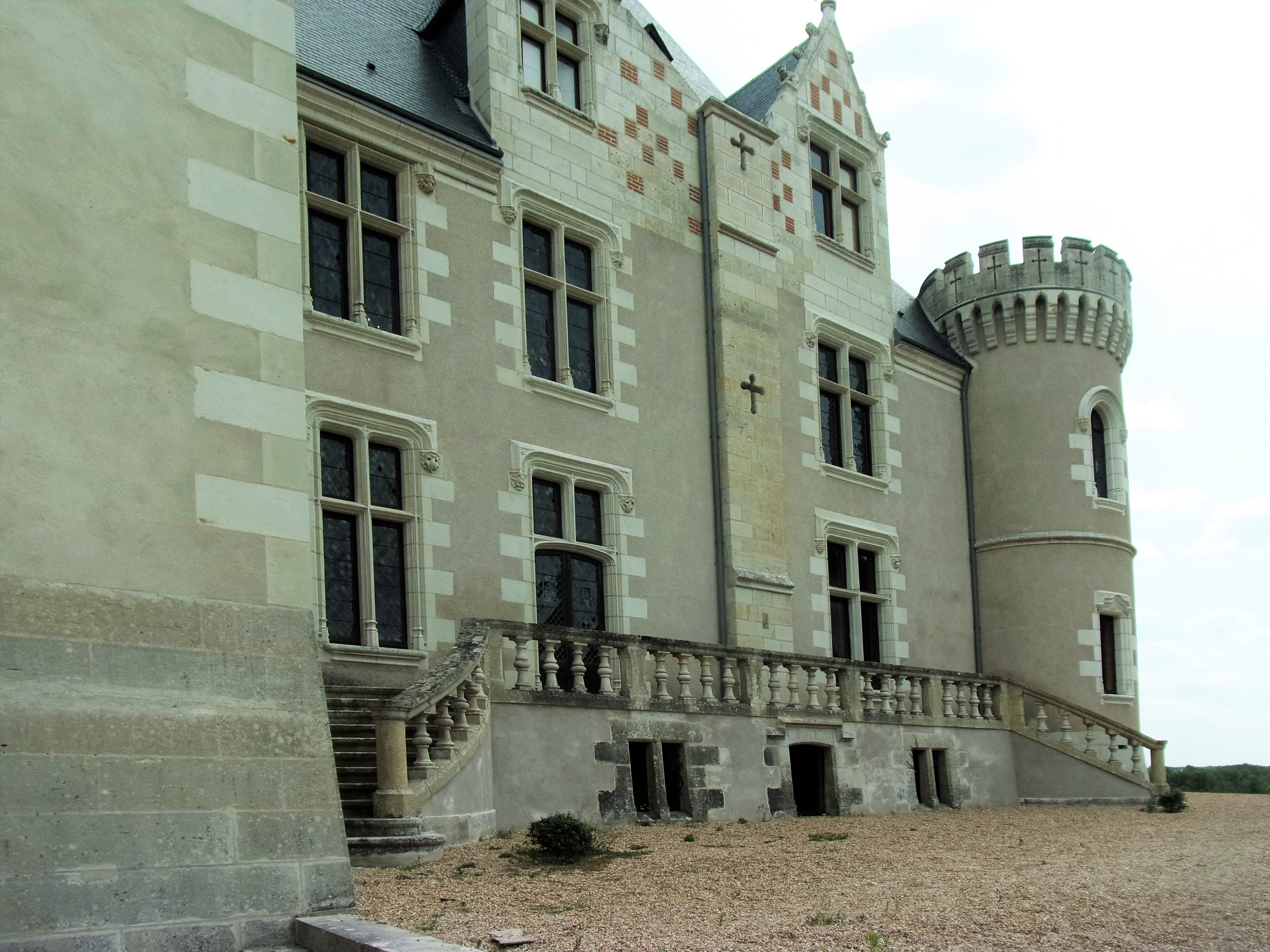
Facciata occidentale (prima dei lavori dei Drake del Castillo).
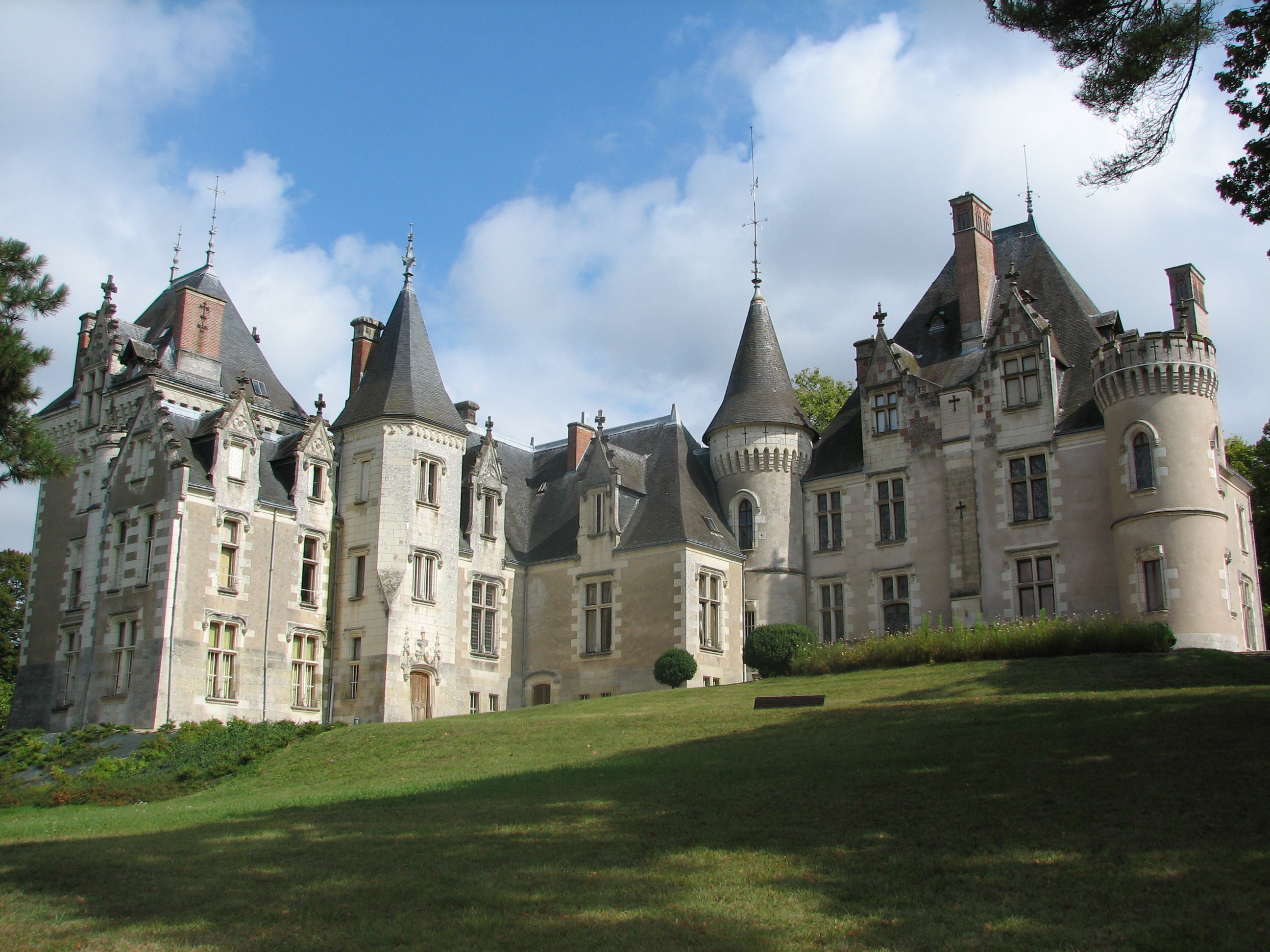
Facciata occidentale (seconda campagna di lavori dei Drake del Castillo).
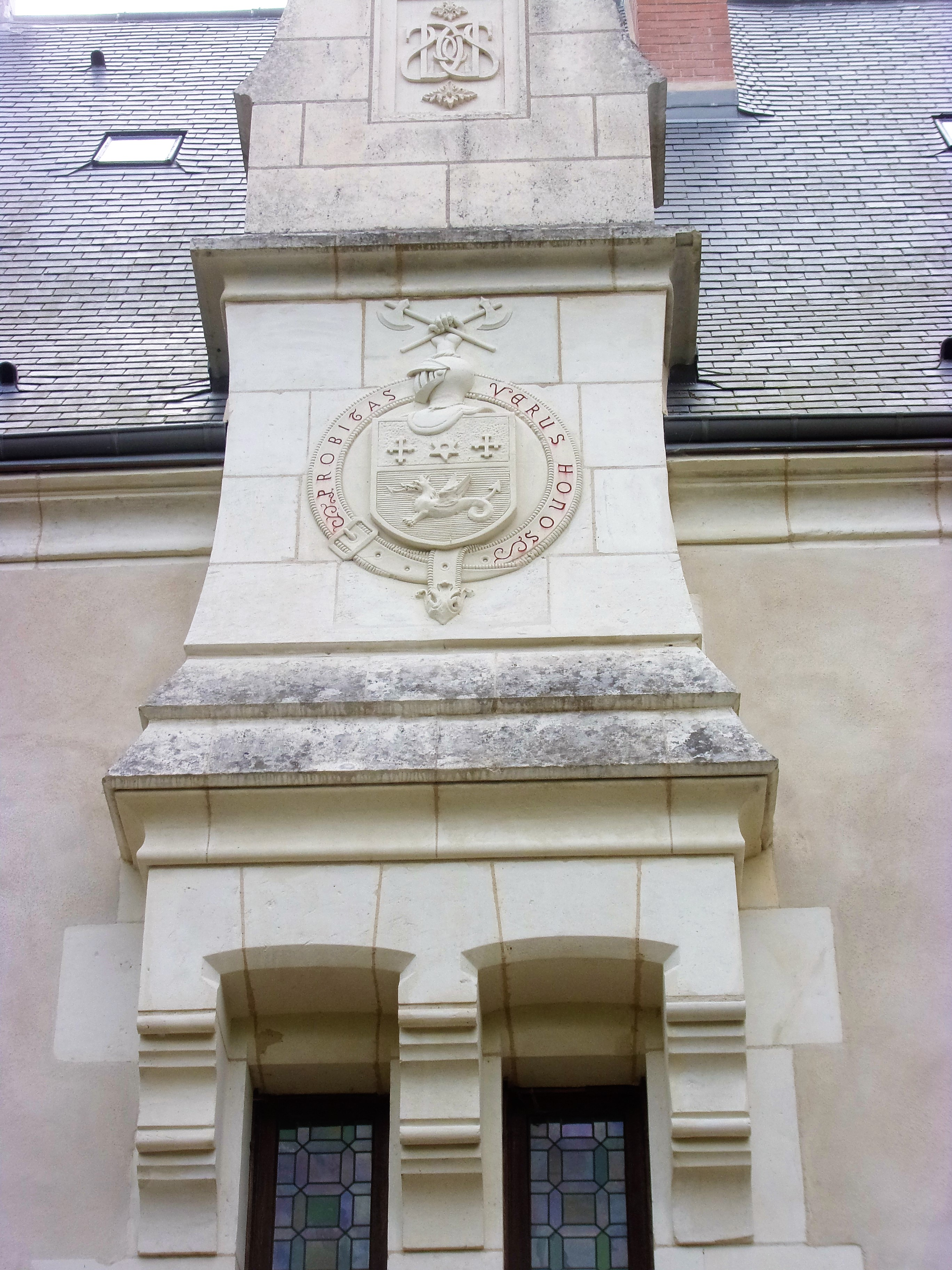
Facciata nord (stemma dei Drake del Castillo e monogramma di Santiago).

### I restauri di Charles E. Bedaux

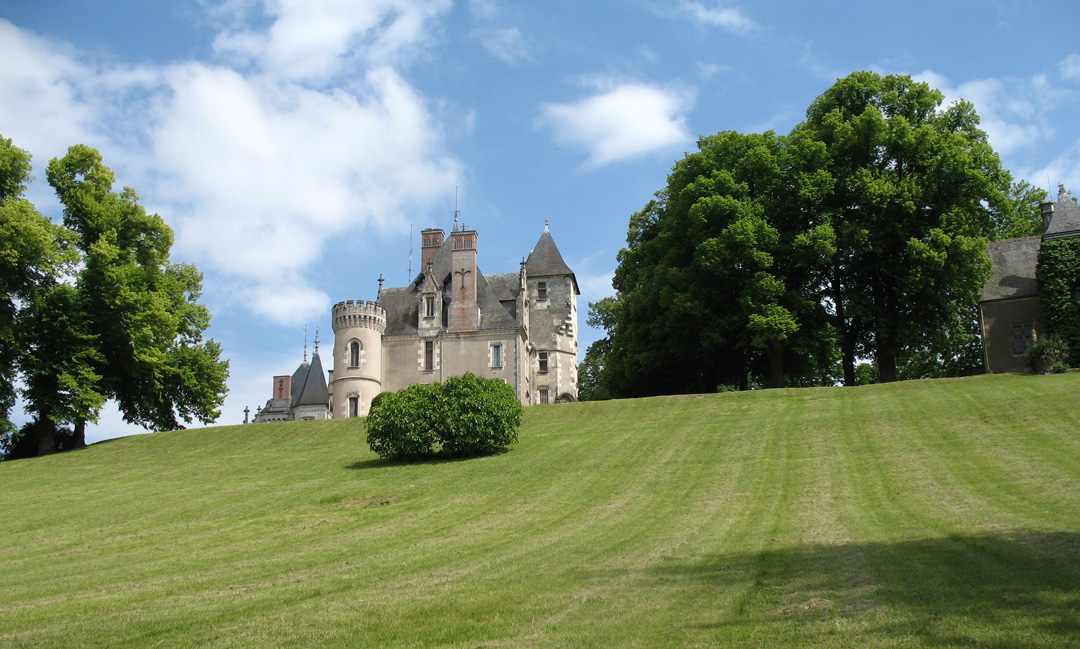
Il parco del castello

Con atto del 23 luglio 1927, Charles Bedaux, un industriale milionario franco-americano, con la moglie Fern, acquistò il castello da Jean Drake del Castillo, nipote di Santiago, il quale vessava in pessime condizioni economiche e venne costretto a svendere pezzo per pezzo il suo patrimonio di famiglia. I nuovi proprietari portarono avanti una serie di lavori per modernizzare il castello, aggiungendovi ad esempio un sistema di pompaggio dell'acqua corrente dal fiume Saint-Laurent tramite 100 metri di condutture e un vero e proprio sistema idraulico moderno situato presso il mulino di Moulin-Couché; venne inoltre migliorato il sistema elettrico e venne installata una centrale per il riscaldamento. 

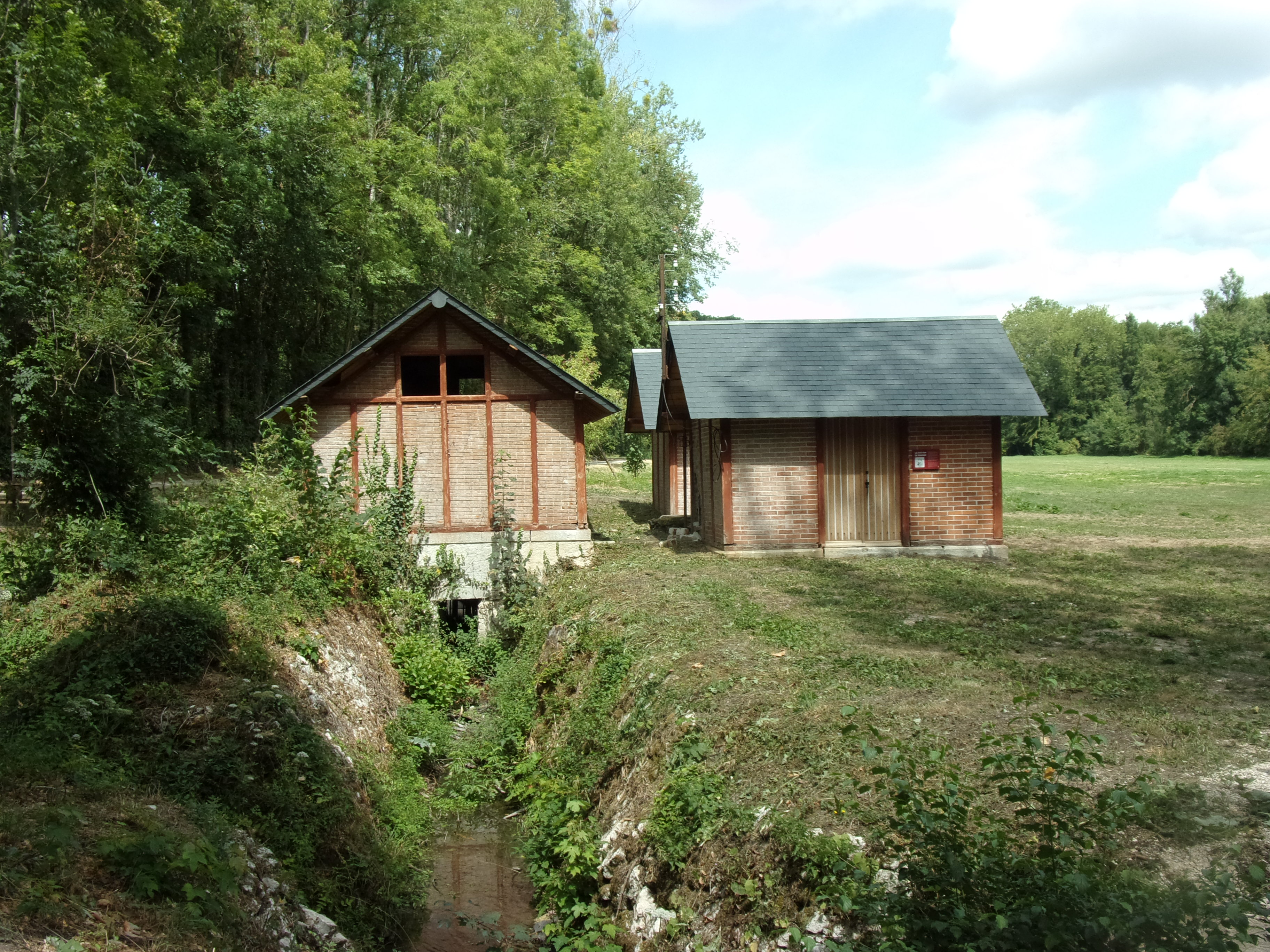
Il Moulin-Couché, la stazione di pompaggio dell'acqua corrente al castello

Vennero ricavate otto camere da letto in stile art déco, tutte con bagni di stile americano che permetteva di avere acqua calda in meno di un minuto. Vennero aggiunte anche delle toilettes. Bedaux vi fece installare anche un telefono connesso direttamente con Tours e con una centralinista assunta direttamente al castello.
Contemporaneamente venne costruito un campo da golf con 18 buche, un campo da tennis, una palestra, un solarium e venne installato un organo dell'organaro americano Ernest Martin Skinner all'interno della biblioteca del castello, uno degli unici 12 esemplari della ditta ancora esistenti al mondo, di cui solo 3 funzionanti. Lo strumento venne inaugurato nel corso di un concerto d'apertura nel 1930 dal celebre organista francese Marcel Dupré.
Bedaux si occupò attivamente anche del parco della tenuta: non appena ebbe acquistato la proprietà bloccò immediatamente le operazioni di abbattimento degli alberi secolari iniziate dall'ultimo Drake del Castillo e chiamò invece al proprio servizio l'architetto paesaggista Louis Decorges che già aveva lavorato ai giardini di altri importanti castelli della Loira. Charles e Fern Bedaux fecero realizzare nel parco anche un cimitero per i cani della coppia; le steli e le tombe sono ancora oggi visibili.

Il castello di Candé dopo le sistemazioni di Charles Bedaux.
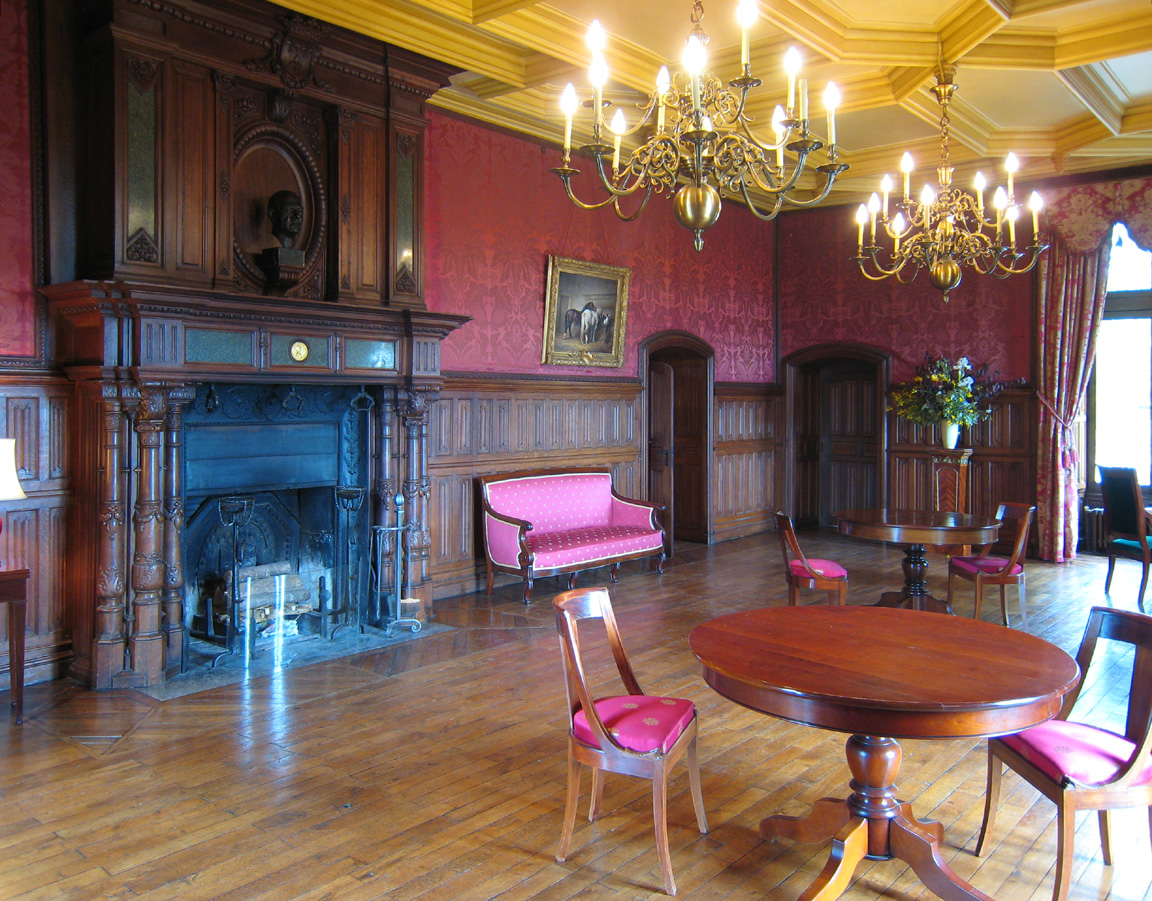
Il salone centrale.
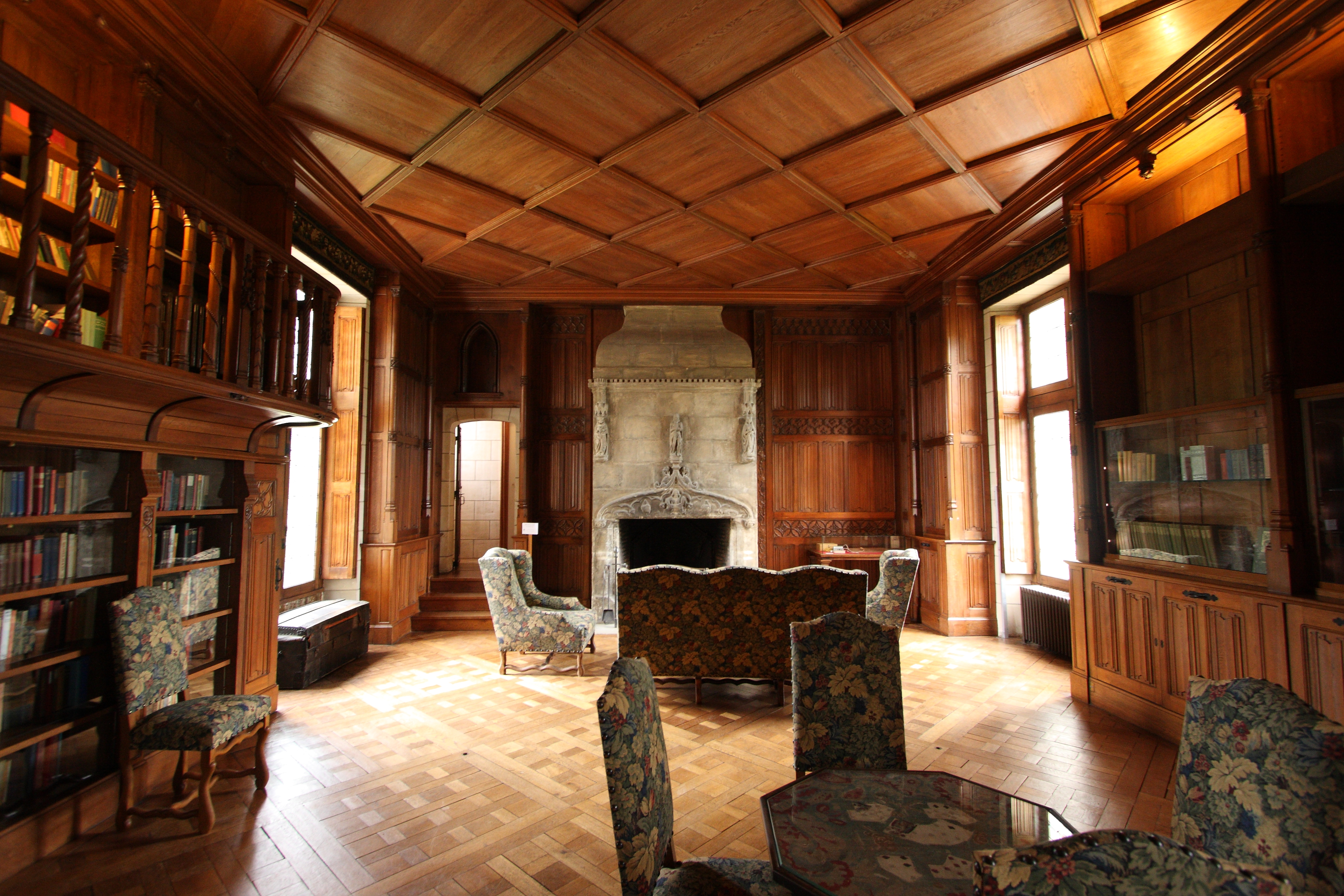
La biblioteca del castello.
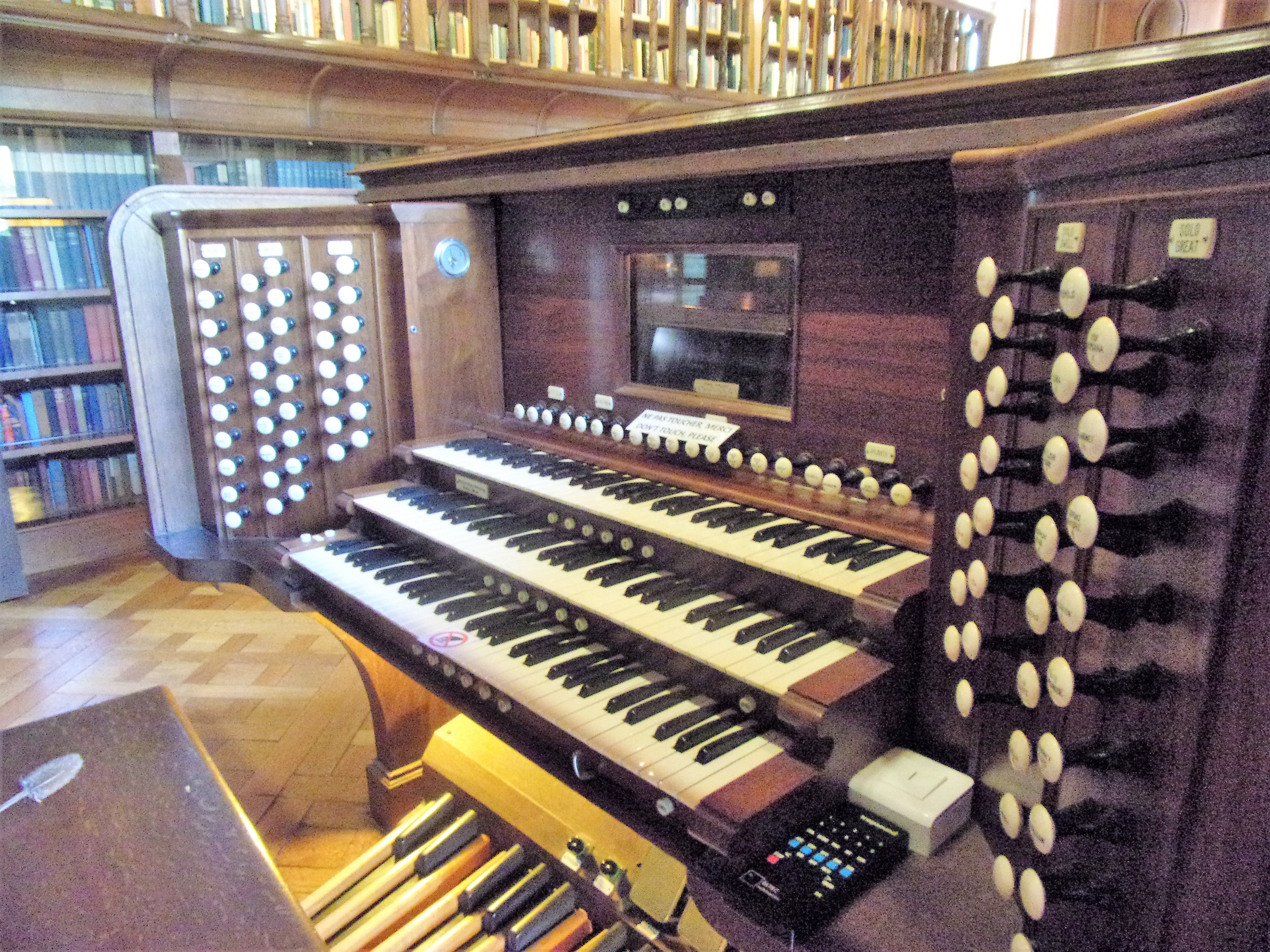
La consolle dell'organo.
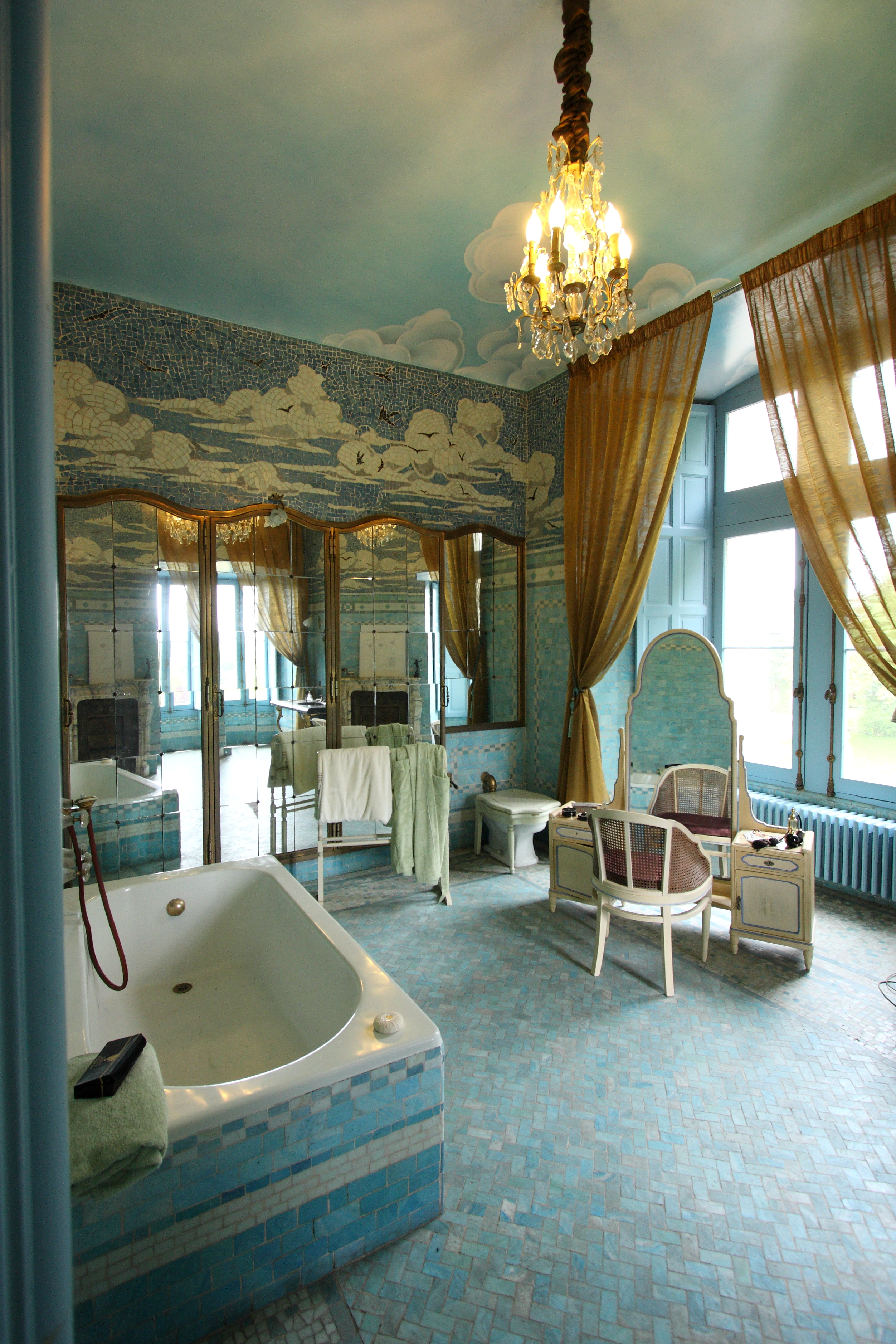
Sala da bagno di Fern Bedaux.
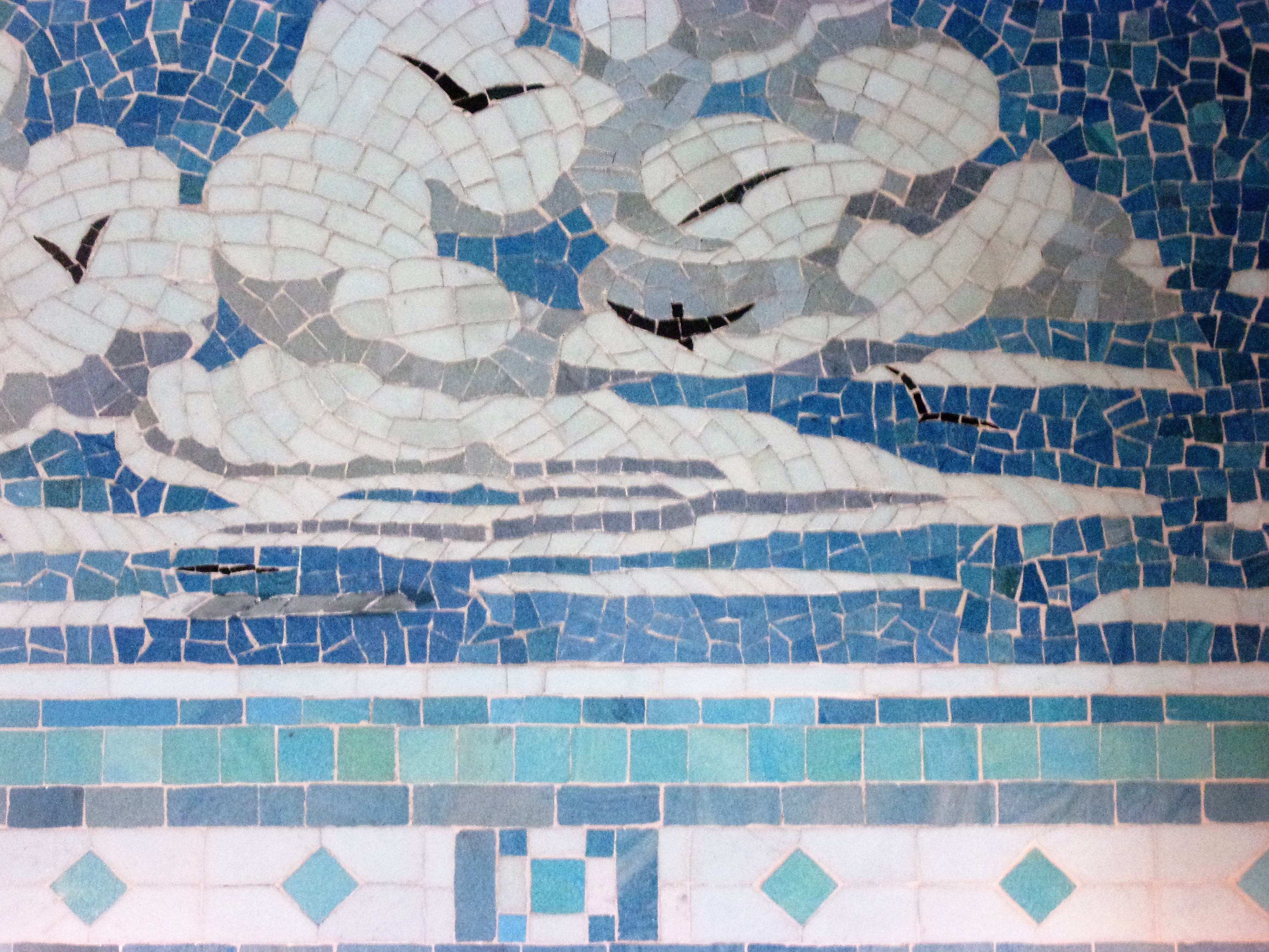
Decorazioni in una delle sale da bagno.
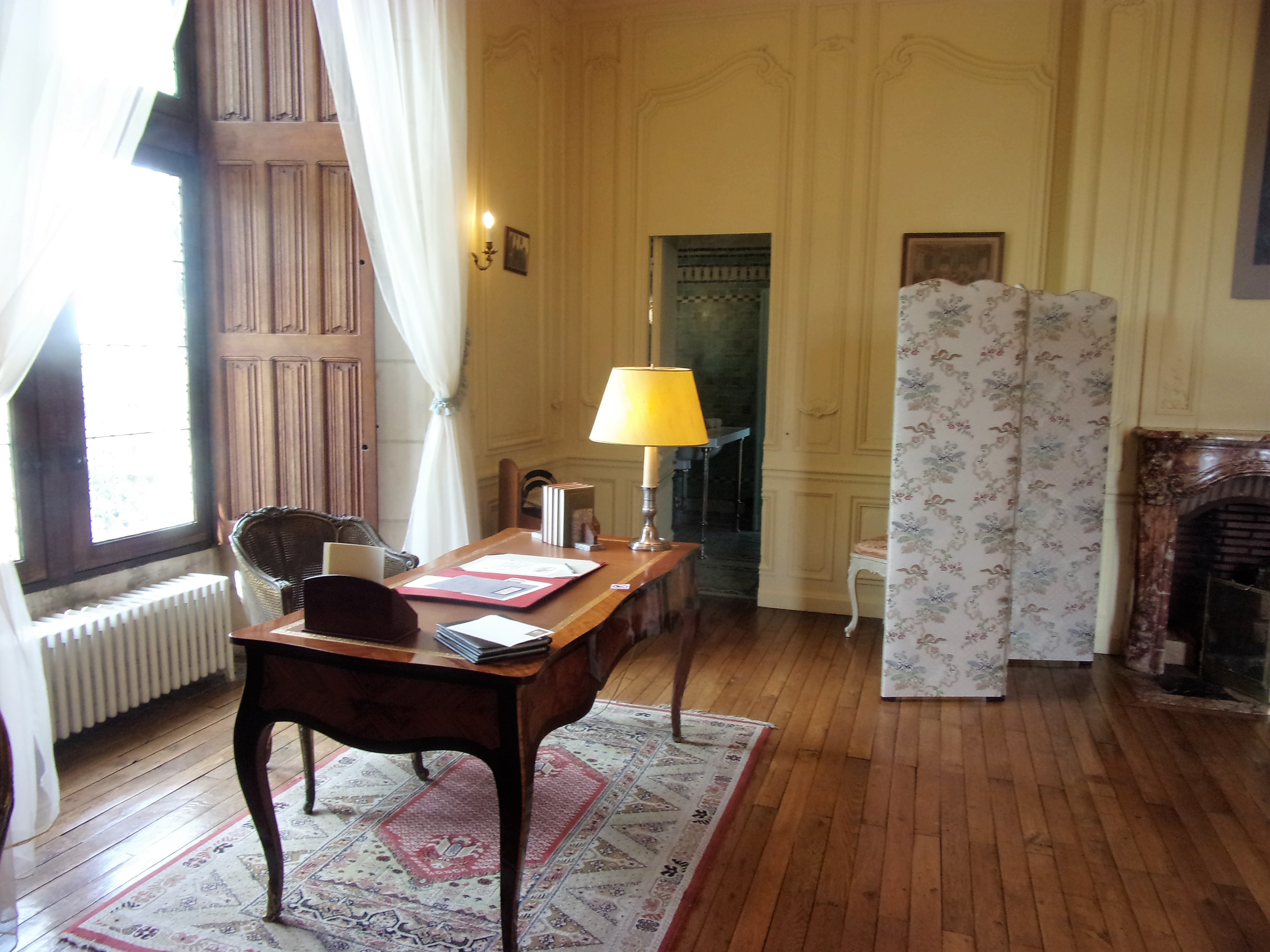
Lo studio di Charles Bedaux.
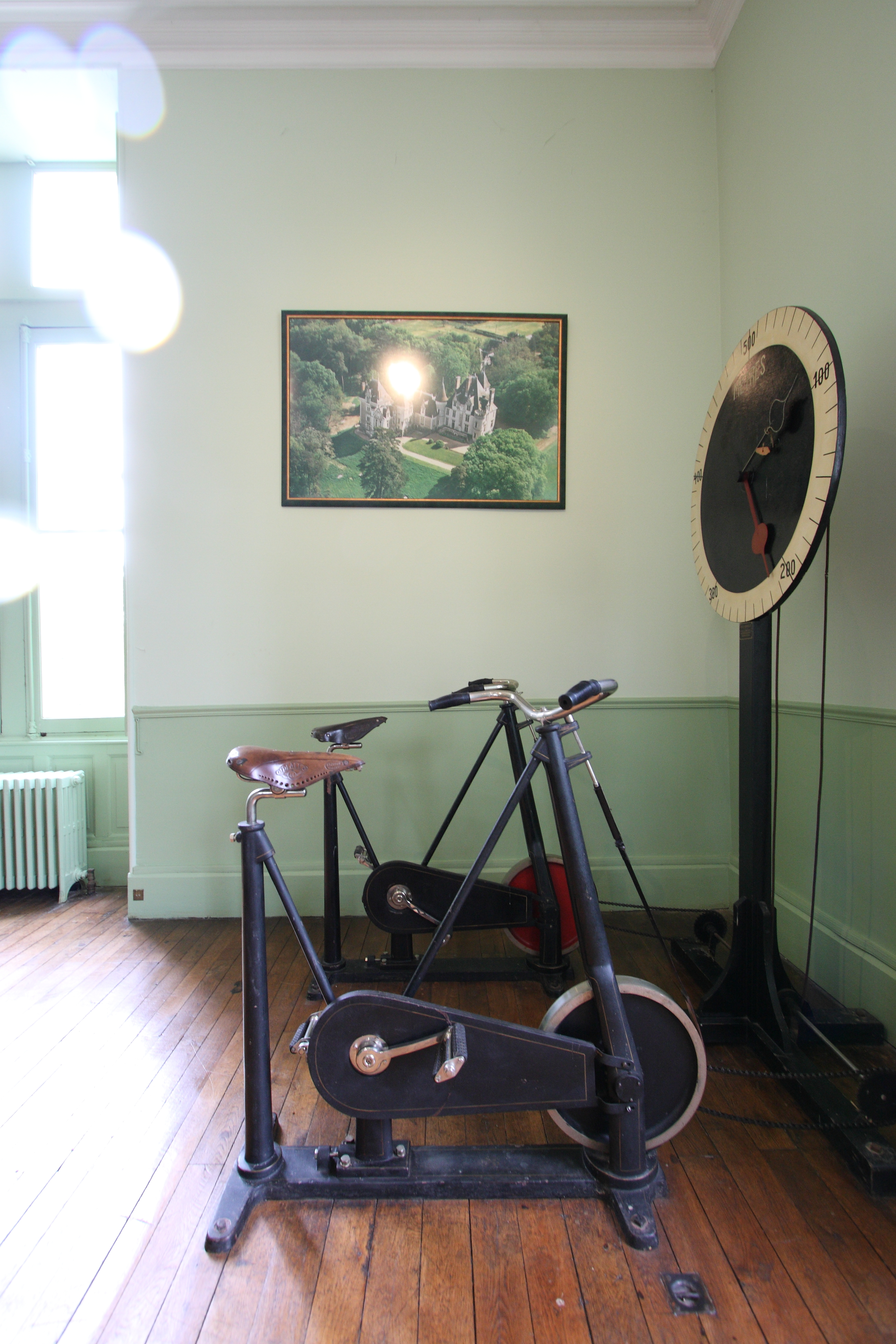
La palestra del castello.

### Il matrimonio dei duchi di Windsor

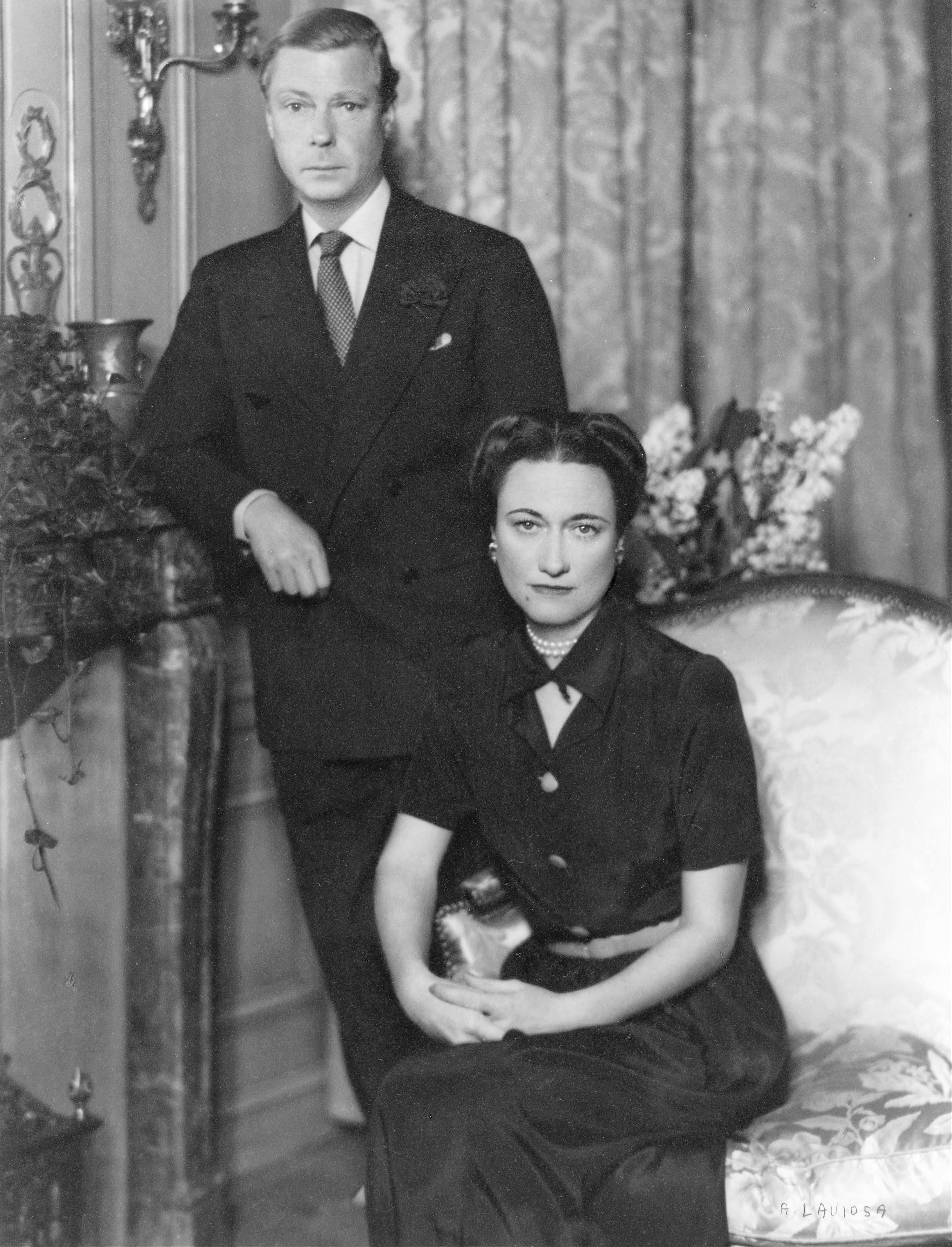
I duchi di Windsor

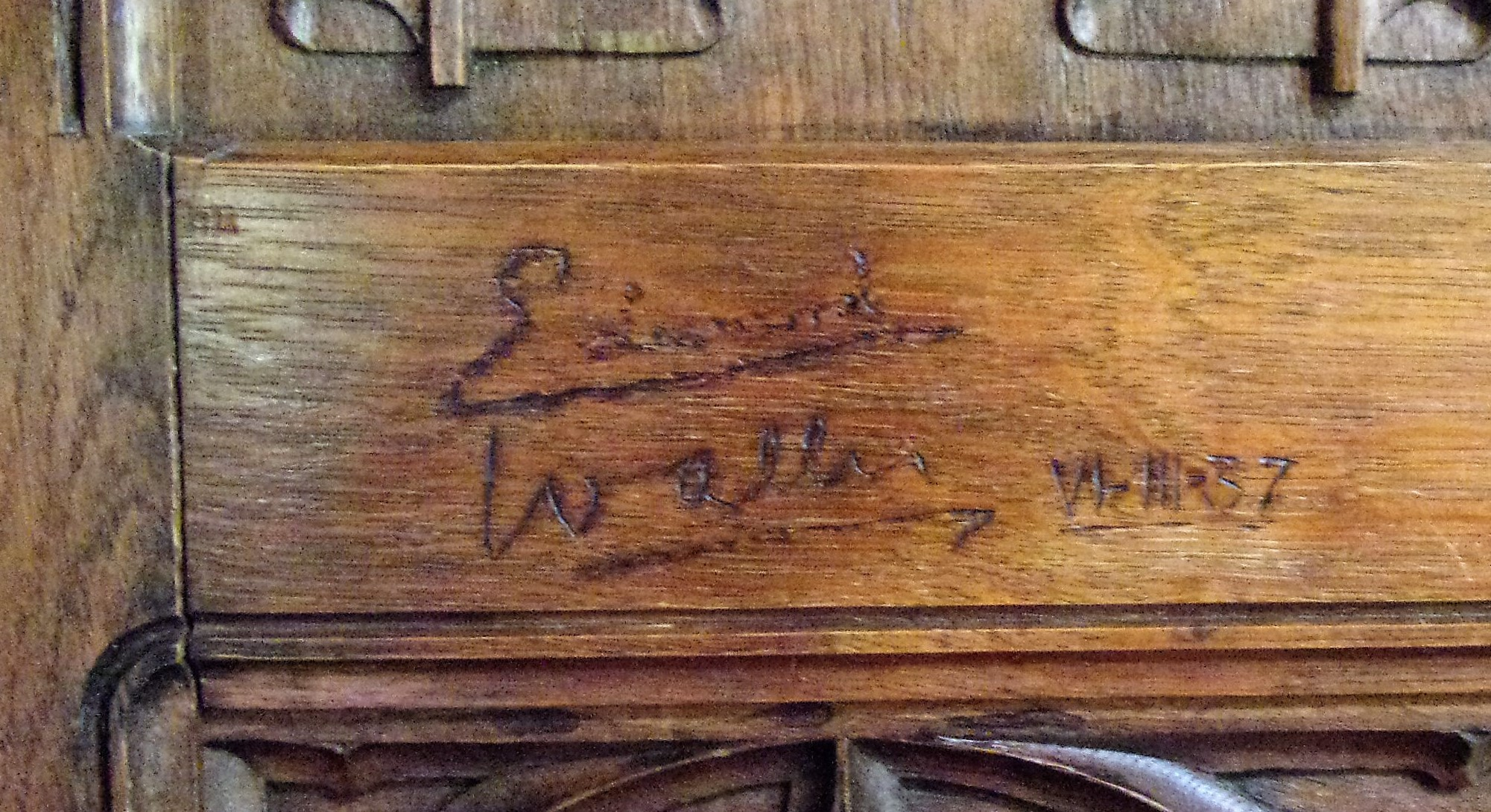
Firme del duca di Windsor e di sua moglie, Wallis Simpson pirografate sulla boiserie della biblioteca del castello.

Il 3 giugno 1937, al castello di Candé venne celebrato quello che venne all'epoca definito "l'evento del secolo", ovvero il matrimonio tra il duca di Windsor (già Edoardo VIII del Regno Unito), e l'americana Wallis Simpson. La location era stata suggerita da un'amica della coppia come "rifugio sicuro", lontano da occhi indiscreti e dalla stampa. Miss Simpson giunse al castello di Candé il 10 marzo per predisporre il necessario per il matrimonio, mentre il duca di Windsor vi giunse il 3 maggio quando ormai era stato pronunciato ufficialmente il divorzio di Wallis dal suo secondo matrimonio. I Bedaux cedettero i loro appartamenti alla futura coppia e si portarono a vivere per qualche tempo all'Hotel Ritz a Parigi; Charles Bedaux tornò a passare alcuni week-ends a Candé, intrattenendo un rapporto d'amicizia col duca di Windsor.
Il matrimonio civile venne pronunciato nella biblioteca del castello dal dottor Charles Mercier, sindaco di Monts (per l'occasione gli sposi firmarono coi loro nomi e la data dell'evento sulla boiserie della biblioteca, con un pirografo appositamente predisposto da Charles Bedaux). La cerimonia religiosa venne condotta dal reverendo Robert Anderson Jardine, vicario della chiesa di Saint-Paul di Darlington. La cerimonia venne accompagnata all'organo da Marcel Dupré. Nessun membro della famiglia reale inglese presenziò alla cerimonia e pochissimi furono gli invitati: oltre al personale e ai proprietari, furono presenti Randolph Frederick Churchill, giornalista e figlio del primo ministro inglese Winston Churchill, il prefetto del dipartimento dell'Indre-et-Loire ed il console del Regno Unito a Nantes. Cecil Beaton scattò delle foto dell'evento per la rivista Vogue. Al termine dei festeggiamenti, la coppia dei duchi di Windsor lasciò il castello a bordo della propria automobile per raggiungere la stazione di Laroche - Migennes, da dove poi attese l'Orient-Express che portò entrambi a Venezia.

### Dalla seconda guerra mondiale ai giorni nostri

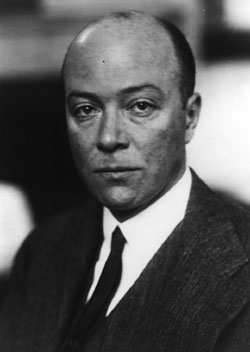
William C. Bullitt fu uno dei diplomatici americani che soggiornarono al castello mentre questo ospitava l'ambasciata americana.

Da giugno a settembre del 1940, una parte del castello venne messa a disposizione dell'ambasciata americana in Francia. Qui vennero ospitati diversi diplomatici dell'epoca tra cui Robert Murphy e l'ambasciatore William C. Bullitt. Con l'armistizio del 22 giugno 1940 e la formazione di una linea di demarcazione tra la zona occupata dai tedeschi e la Francia libera, il castello si trovò proprio su di essa, nell'area occupata. Nel dicembre del 1942, in previsione delle riprese del film L'amore e il diavolo di Marcel Carné, l'attrice francese Arletty qui prese lezioni di equitazione col suo amante tedesco Hans Jürgen Soehring (1908-1960). Nel contempo, il castello venne sequestrato dai nazisti in quanto proprietà di un americano in area occupata.
Il 18 ottobre 1943, l'esplosione accidentale della polveriera di Ripault, presso Monts, provocò piccoli danni anche alla struttura del castello, frantumando le vetrate in direzione della polveriera e sfondando il plafone di una delle sale da bagno. Fern, presente al castello al momento dell'esplosione, rimase lievemente ferita. L'incidente danneggiò anche l'organo della biblioteca che dovette essere riparto l'anno successivo. Alla morte di Charles Bedaux, il 18 febbraio 1944, la proprietà passò alla moglie. Alla morte di Fern Bedaux nel 1972, il castello venne donato allo stato francese, il quale lo riassegnò al consiglio del dipartimento dell'Indre e Loira nel 1974.

## Architettura
Rinascimentale
     1854-1855 (Drake del Castillo)
     1864-1867 (Drake del Castillo)

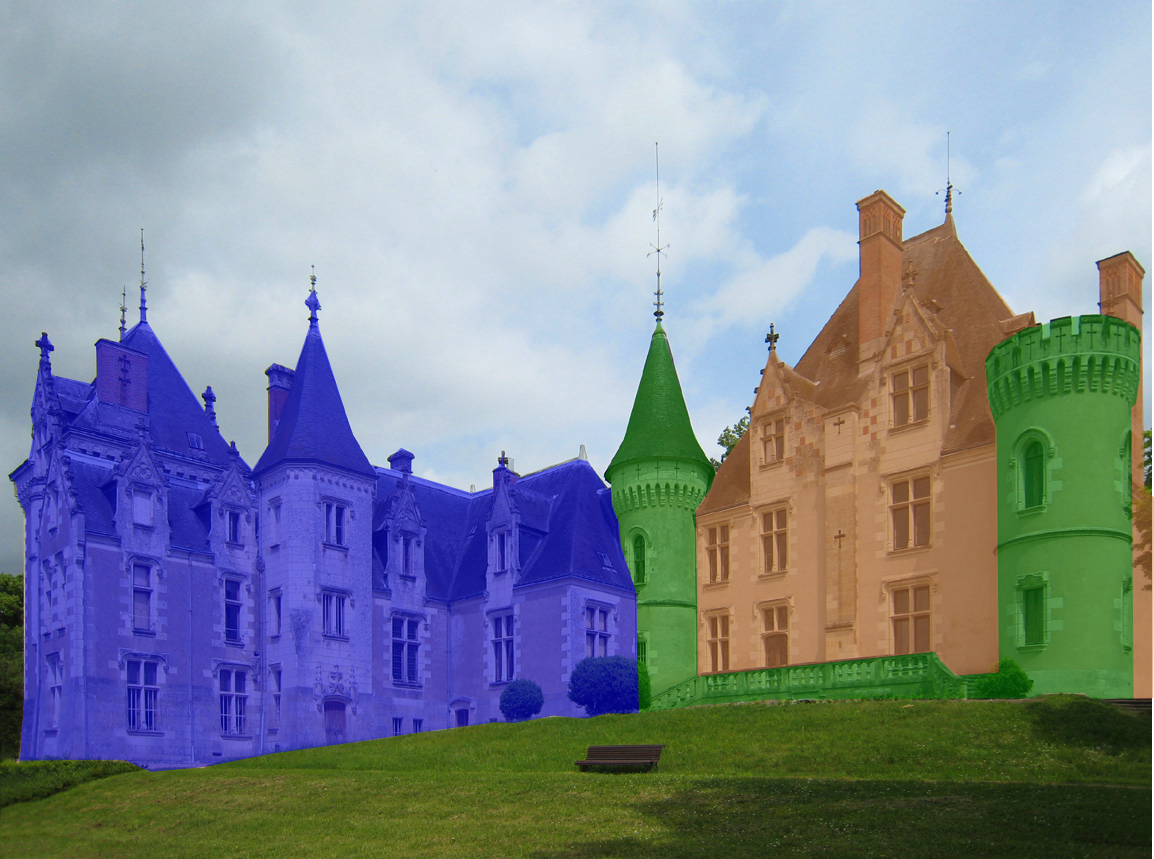
Differenti stadi della costruzione del castello (facciata occidentale)
Rinascimentale
1854-1855 (Drake del Castillo)
1864-1867 (Drake del Castillo)

L'architettura del castello di Candé si è costituita a tappe di differenti stili e in differenti epoche. Dall'originale stile rinascimentale, nell'Ottocento sono state fatte delle aggiunte di stile neogotico al punto che lo storico dell'arte Robert Ranjard definì il castello "niente più di un pasticcio". Nulla sussiste ad oggi delle costruzioni precedenti al periodo rinascimentale.
Il padiglione originale fatto costruire da François Briçonnet si presenta ancora oggi come un edificio a pianta quadrata comprendente una dozzina di stanze, provvisto al centro della sua facciata orientale di una torretta pentagonale che consente l'accesso ai vari piani della struttura. Nella sua parte superiore, la pianta di questa torretta cambia per diventare quadrata. I muri sono molto spessi e le finestre hanno montanti che le dividono in quattro. La pietra viva domina l'intero apparato, mentre i mattoni si trovano solo nelle parti in muratura dei camini e nella decorazione degli abbaini che illuminano gli spazi del tetto delle due facciate principali. Il piano terra, che ospita le sale per ricevimenti e cerimonie, è rialzato rispetto al terreno circostante.
La prima fase dei lavori di ampliamento e sistemazione del castello venne compiuta da Santiago Drake del Castillo nel 1854-1855, comprendendo la costruzione di due torri rotonde munite alla loro sommità di fantasiose merlature. Queste torri simili, nello stile e nella forma a quelle di stile troubadour, prendono a modello quelle del castello di Azay-le-Rideau e sono collegate alla loro base da una terrazza a livello del piano terra, chiusa da una balaustra. Sul lato est, si trova un vestibolo pentagonale aggiunto alla facciata a sud della torre scala e che immette direttamente nel soggiorno.
Dal 1864 al 1867, il castello fu notevolmente ampliato a nord e nord-ovest con la costruzione di una serie di stanze basate sul padiglione rinascimentale e sulla torretta di nord-ovest costruite dieci anni prima. La nuova ala era lunga oltre 20 metri per 13. L'elemento più imponente di questo ampliamento è un finto mastio difensivo, la cui parte superiore presenta caditoie e che è ricoperta, come le altre parti del tetto castello, di ardesie. Le bifore che illuminano tutti questi nuovi ambienti sono progettate e decorate sullo stesso modello delle vecchie finestre della parte rinascimentale per cercare di uniformare il complesso il più possibile.
Le modifiche apportate da Charles Bedaux alla fine degli anni '20 del Novecento furono poche e riguardarono unicamente la facciata orientale: riqualificazione dell'ingresso principale con rimozione del vestibolo realizzato da Drake del Castillo, realizzazione di un corridoio sulla facciata nord del padiglione rinascimentale che permette do raggiungere l'ala neogotica senza attraversare i saloni.

Le dépendance del castello.
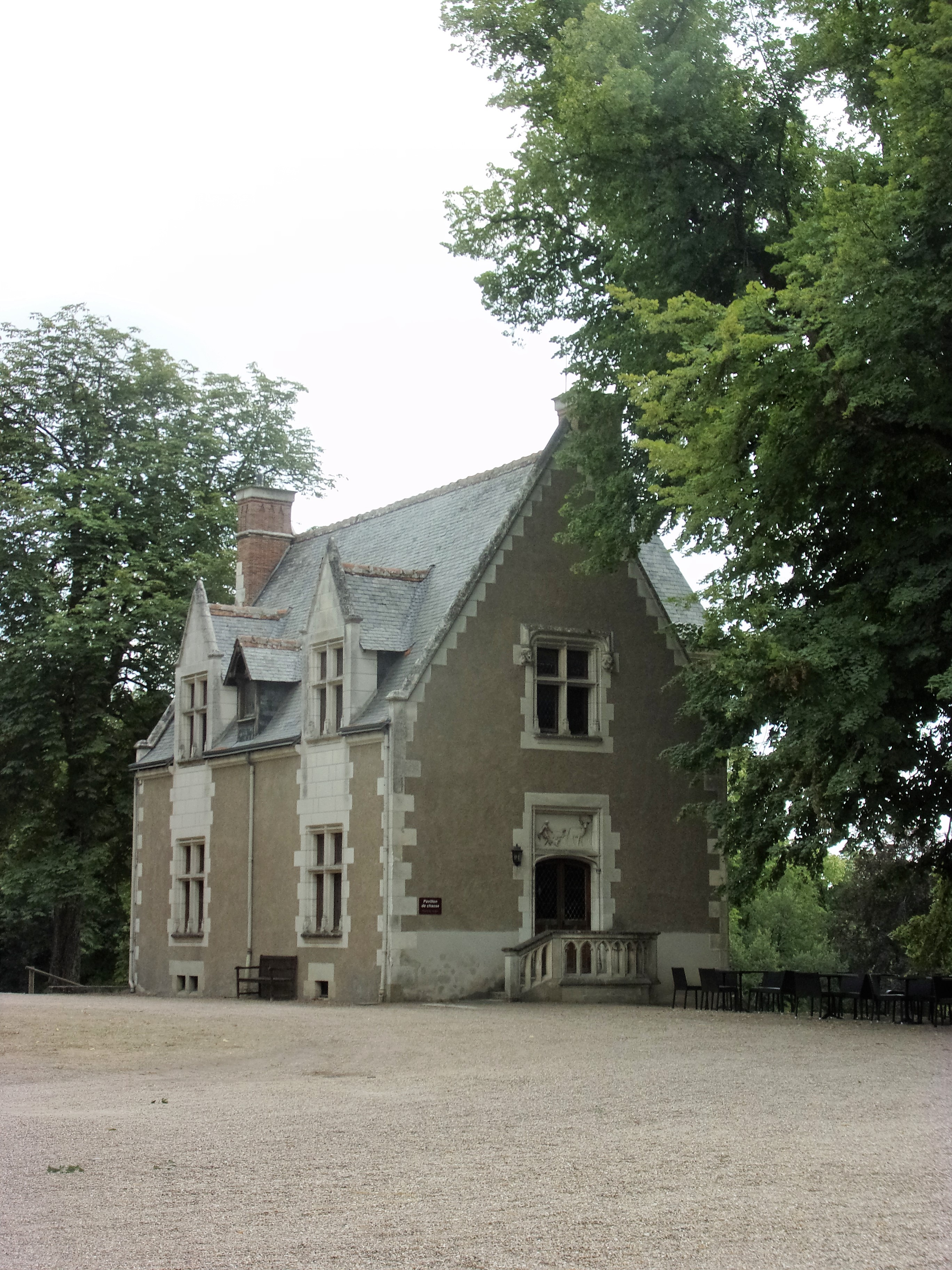
Il padiglione di caccia.
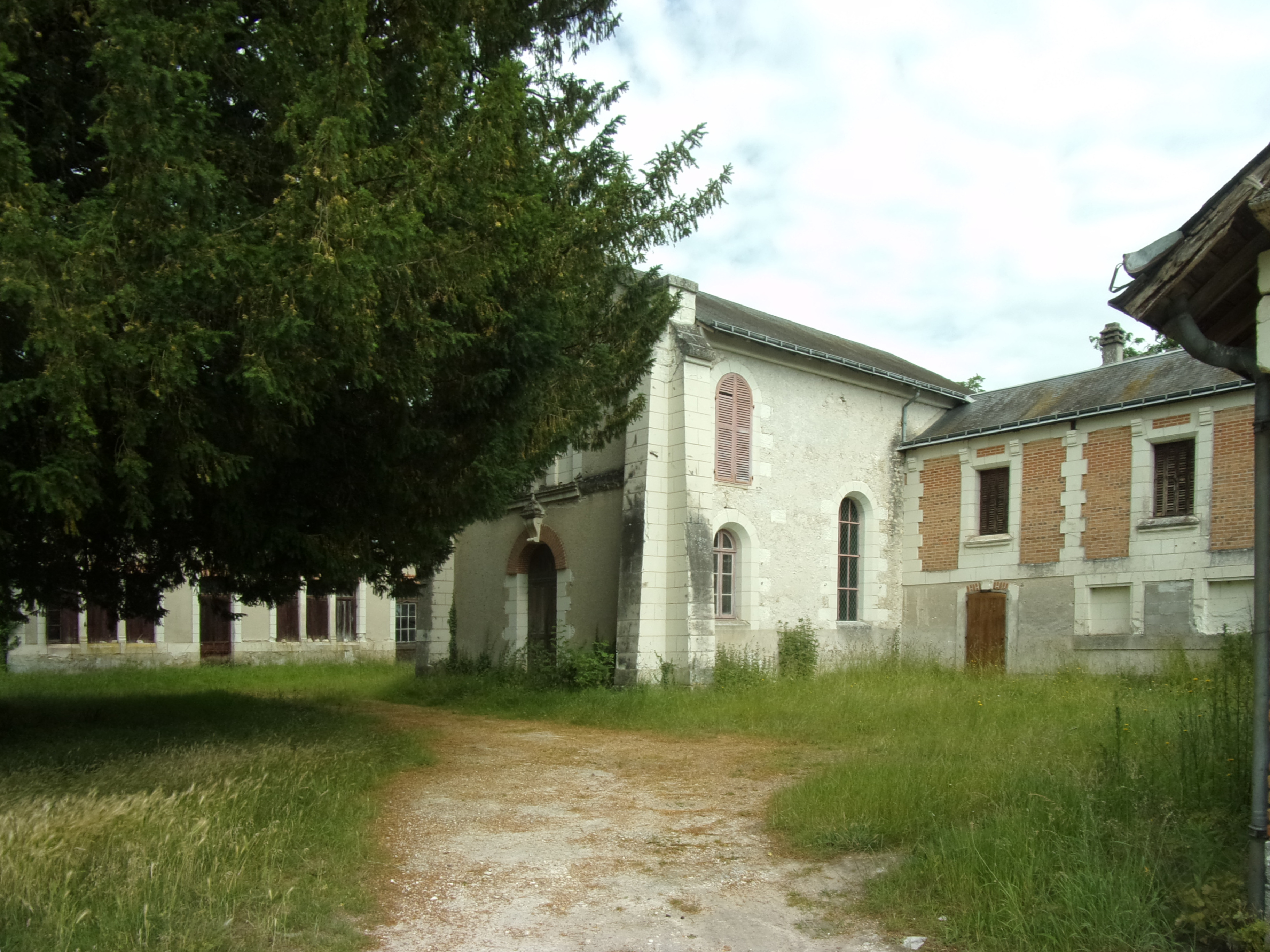
La cappella di santa Chiara.
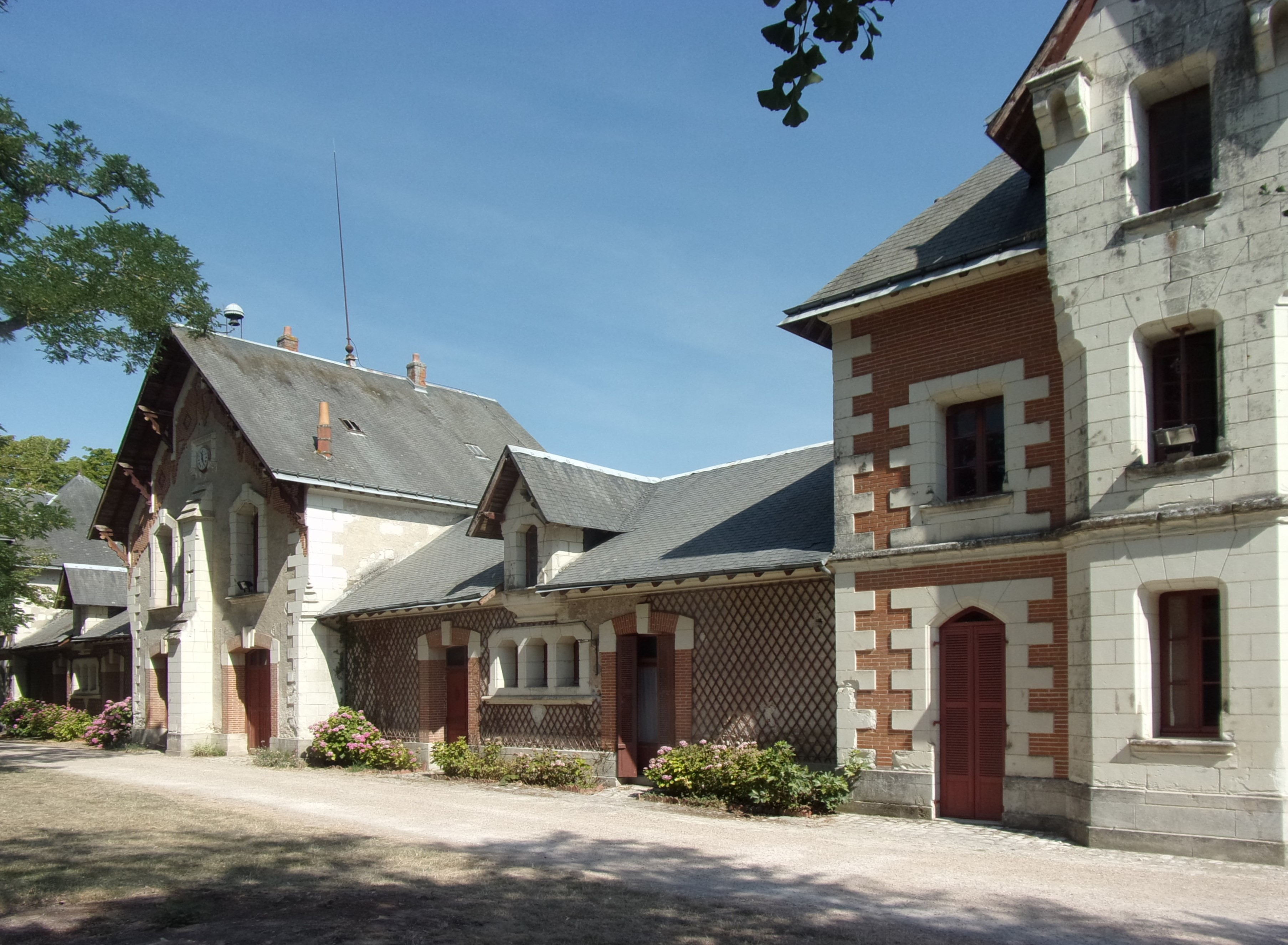
L'ala della servitù.
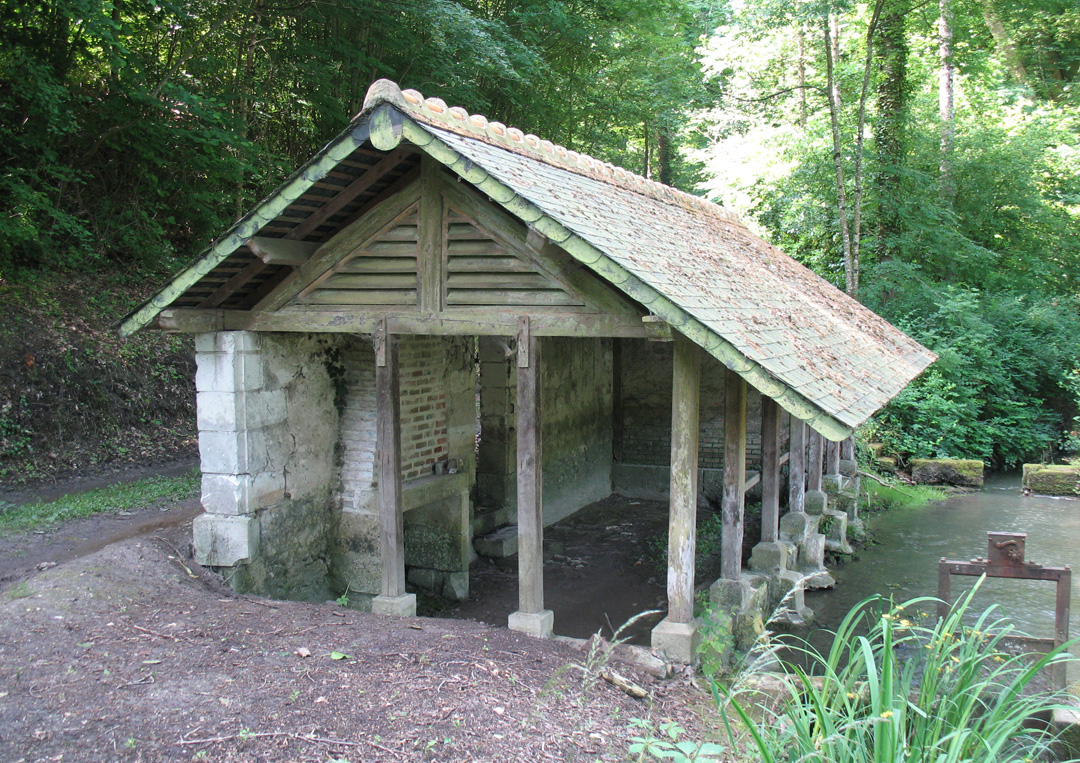
Lavatoio.
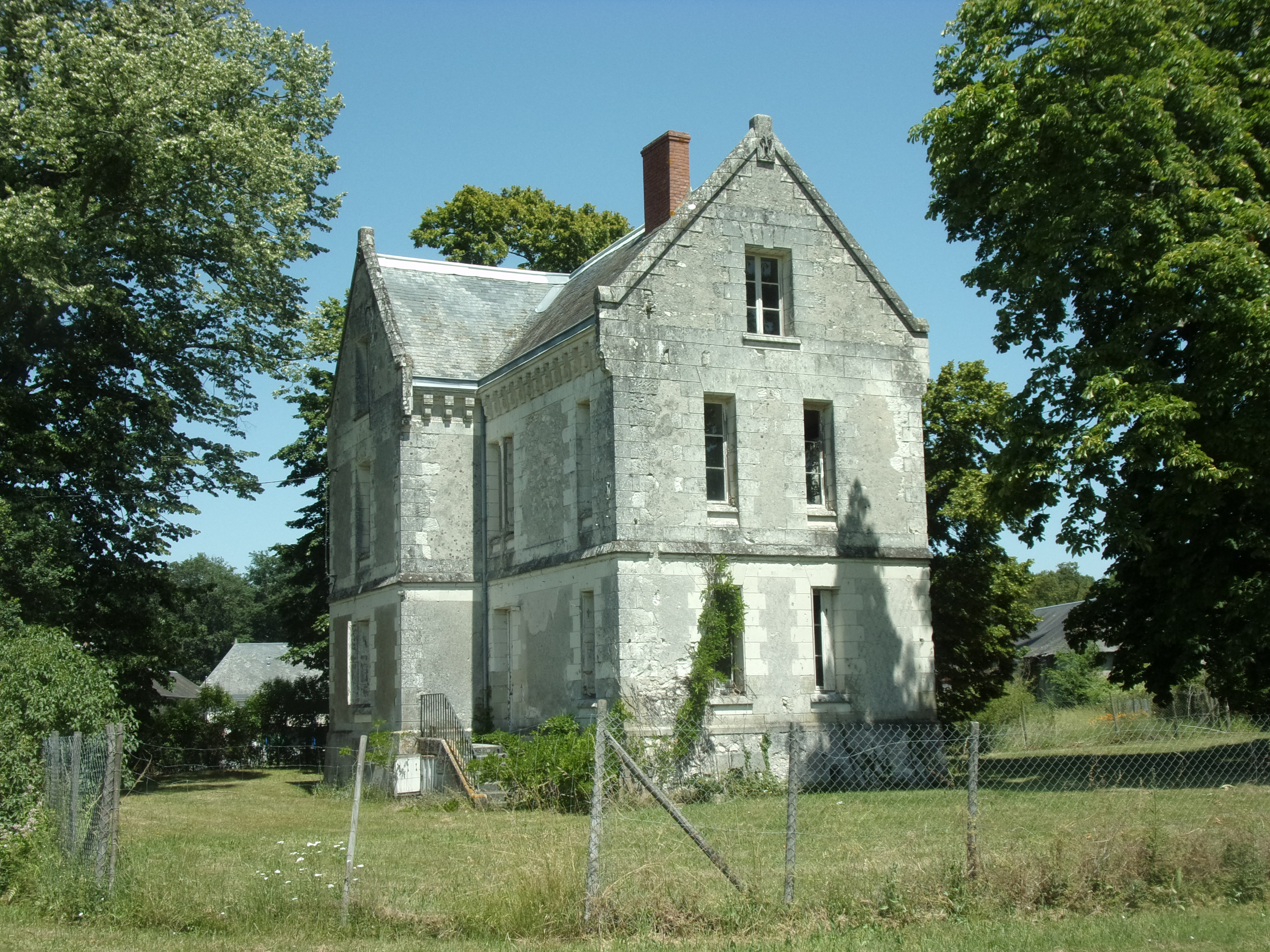
Casa del guardiano.
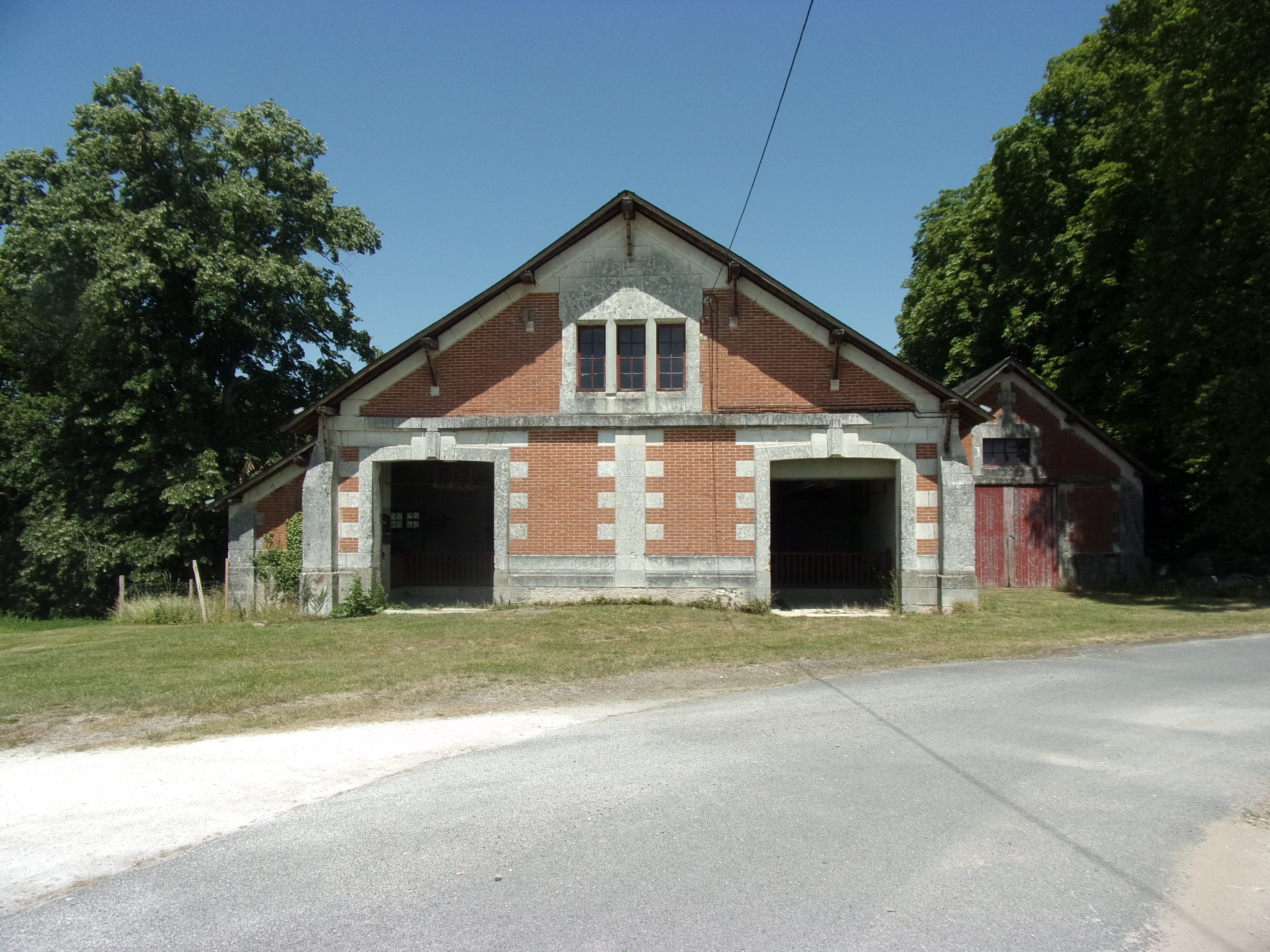
Cantine della tenuta.

## Il castello nelle arti e nella cultura

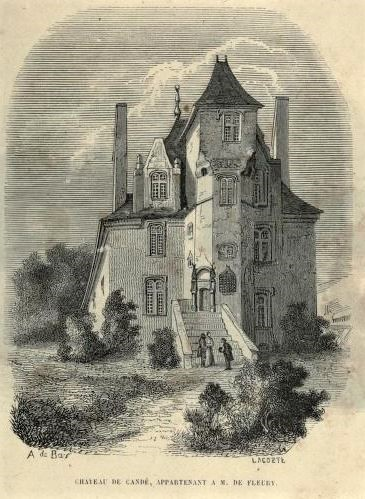
Il castello di Candé in un'incisione del 1845 di Gabriel Lacoste

Honoré de Balzac, che ebbe la possibilità di visitare il castello di Candé, senza dubbio sotto la guida di Jean de Margonne, proprietario del castello di Saché, ne fece teatro di una delle sue Les Cent Contes drolatiques, scritte a partire dal 1831: il frontespizio del terzo volume dell'edizione del 1902 rappresenta infatti il castello di Candé secondo un disegno dell'artista Albert Robida.
Nel 1974 al castello vennero girate alcune scene del film Tv Une tenebreuse affair e nel 1980 le riprese del film Adieu. Nel 2015 il castello è stato set delle riprese della terza stagione della serie televisiva Lazy Company. Il castello è stato utilizzato nei suoi ambienti anche per una puntata della serie TV francese Secrets d'Histoire dedicata alla figura di Wallis Simpson. Proprio la vicenda del matrimonio dei duchi di Windsor sembra aver ispirato Arthur C. Clarke e Gentry Lee nella composizione del loro Rama II del 1989: nella trama del racconto Nicole Desjardins, una futura astronauta, incontra segretamente il principe di Galles al castello.